# Art des Andes centrales
L'art des Andes centrales est la production artistique qui a lieu au Pérou et en Bolivie avant l'arrivée des européens. 

## Chronologie
On peut diviser la période précolombienne dans les Andes centrales (Bolivie et Pérou) de nombreuses manières. Celle-ci est l'une des plus fréquentes, elle comporte une succession d'Époques et d'Horizons. Logiquement, les périodes d'intégration, ou Horizons, correspondent à la diffusion des mêmes formes et parfois des mêmes techniques sur un vaste territoire, alors que les périodes d'émiettement, les Époques, correspondent à l'épanouissement des identités locales.   
- Époque lithique : 10 000 – 3000 av. J.-C.
- Précéramique, ou formatif ancien : 3000 – 1800 av. J.-C.
- Époque initiale : 1800 – 1000 av. J.-C.
- Horizon précoce : 1000 – 200 av. J.-C. (culture Chavin)
- Époque intermédiaire précoce : 200 av. J.-C. – 500 ap. J.-C. (cultures Paracas, Nazca, Mochica, Recuay, Pucara...)
- Horizon moyen : 500 – 900 (Huari et Tiahuanaco)
- Époque intermédiaire tardive : 900 – 1400 à (cultures Chimu, Chancay, Ica)
- Horizon tardif : v.1438 – 1534 (domination de l'empire Inca)

## Conditions géographiques et climatiques
Les Andes centrales, qui regroupent la Bolivie et le Pérou, représentent le lieu où la cordillère est la plus importante. Le paysage s'organise en trois parties : une frange côtière plus ou moins étroite, la cordillère (altitude moyenne : 2000-3000 m, mais il existe des sommets beaucoup plus hauts) et la sierra. Le climat comporte deux saisons, l'été austral (notre hiver), avec des pluies abondantes sauf sur la côte, et l'hiver austral, qui correspond à une saison sèche.
En bordure de la cordillère, la bande de côte plus ou moins large correspond à un désert aride, entrecoupé de vallées créées par une cinquantaine de fleuves issus de la cordillère par la fonte des glaciers. Si les régions proches du lit du fleuve abritent de la végétation, au-delà, ne s'étend qu'une vaste étendue désertique et assez froide.  
La quasi absence de pluie a entraîné plusieurs adaptations des populations, notamment le développement de techniques de captation de l'eau pour l'irrigation, et une importante pêche. 
La montagne est aussi habitée et exploitée, sillonnée de nombreux fleuves qui coulent pour la plupart vers le versant amazonien, et quelques-uns vers le Pacifique. La ville de Lima, à environ 1 000 m d'altitude, est un établissement moderne près d'un site archéologique ancien en altitude. L'altitude comporte un certain intérêt pour l'agriculture, l'ensoleillement étant plus fort que dans les vallées encaissées. La culture et les habitations se sont donc développées en hauteur afin de trouver des pâturages plus accessibles.
 
La vallée andine peut parfois culminer à plus de 4 000 m de hauteur, où seule pousse une faible végétation de joncs, qui sert de pâturage aux lamas et aux vigognes. Quelques cultures de tubercules, comme les pommes de terre, peuvent cependant être entreprises jusqu'à 5 000 m.

L'arrivée des Espagnols modifia complètement l'occupation de l'espace, le vice-roi de Tolède obligeant les populations à descendre au fond de la vallée, dans des villes construites sur le modèle d'urbanisme espagnol, afin de mieux contrôler le territoire.
La sierra, ou sierra da selva, est constituée d'une forêt qui escalade un versant abrupt. Occupée par les populations andines depuis les incas, elle a donné lieu à l'édification de terrasses agricoles, comme celles visibles à Machu Picchu.

## La Néolithisation: période précéramique
La période précéramique est marquée par une sédentarisation, l'apparition de l'agriculture et la domestication de certains animaux. Sur le site de Kotosh, un temple aux mains croisées, ainsi appelé en raison de reliefs sculptés en forme de paires de bras croisés, semble avoir été commencé vers 2450 av. J.-C. Plusieurs phases de réutilisation du site ont été mises en évidence, les reliefs anciens étant à chaque fois préservés sous du sable servant de fondation aux constructions plus récentes. Le relief, quoique sommaire, montre tout de même un souci d’exactitude et de respect des formes.

## L'époque initiale (1800 – 1000 av. J.-C.)
C'est à cette période qu'apparait la céramique et le métier à tisser. Le nombre de grands centres cérémoniels augmente fortement. 

### Céramique
Son apparition semble surtout liée à un but utilitaire, pour la cuisson des nouveaux produits agricoles notamment. Cependant, on connaît aussi quelques figurines féminines, comme la Vénus de Curayacu, du musée national du Pérou, datée du IIe millénaire avant notre ère. Ce personnage féminin se présente dans une attitude frontale et hiératique, les  bras plaqués sur le corps, le décor se résumant à des incisions.

### Architecture et urbanisme
Dans l'architecture se trouvent les traces d'une sédentarité plus marquée, comme le prouvent des villages importants, avec une architecture religieuse plus complexe que précédemment. Deux types de structures architecturales sont utilisés :
- les structures en U, constituées d'une pyramide et d'une plaza
- les structures avec des plates formes rectangulaires et une plaza en contrebas.

Le site de Cerro Sechin est l'un des plus importants centres monumentaux du Pérou, daté du  Ier millénaire av. J.-C. Il utilise ce second plan.

### Sculpture en pierre

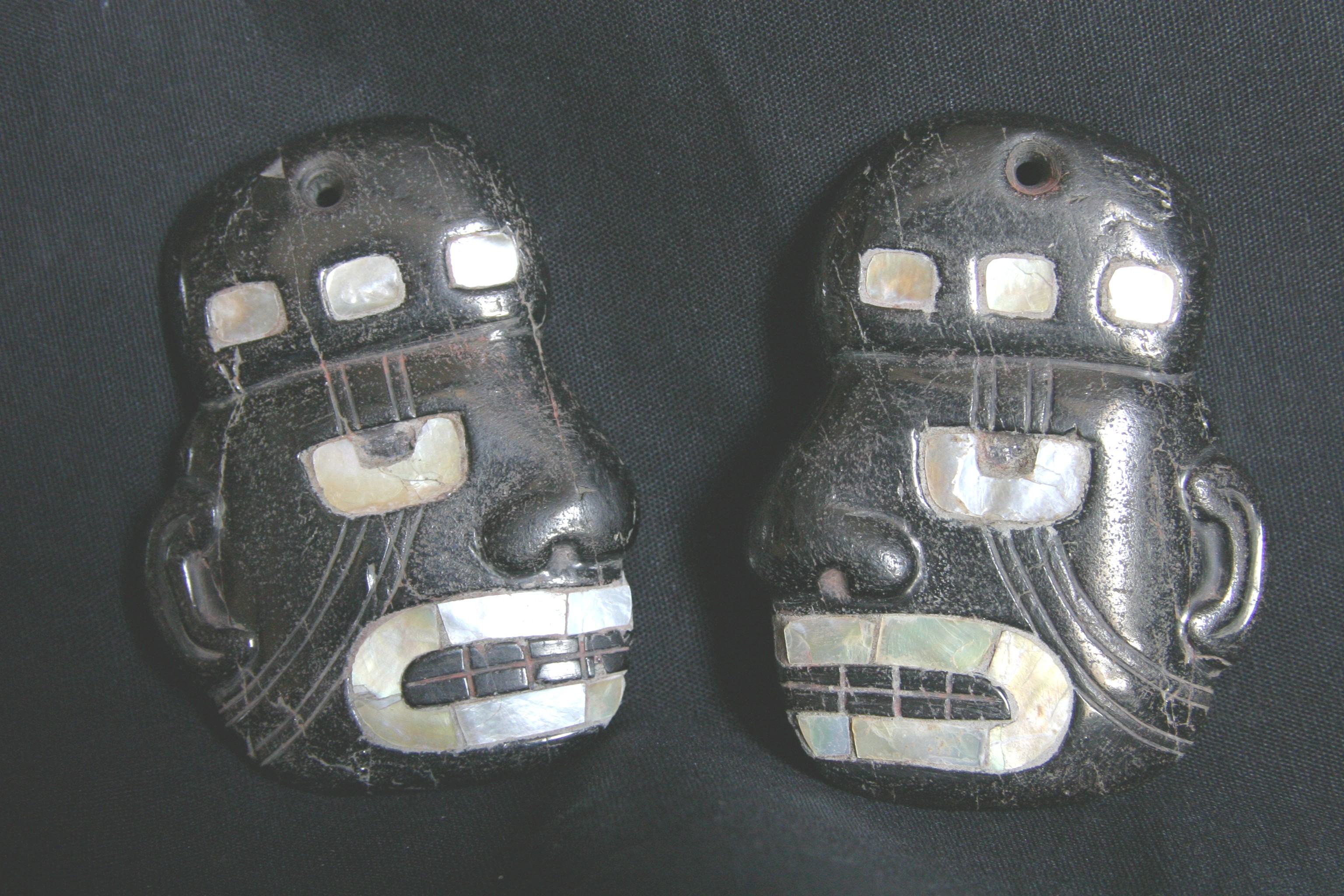
pendentifs, anthracite et nacre, Lombards Museum

C'est à Serro Sechin principalement qu'ont été mises au jour les principales manifestations de la sculpture de cette période : des dalles gravées de personnages au canon particuliers. De profil, ils présentent un torse et un œil vus de face, des pieds vus de haut, et deux mains gauches. Différents types de personnages peuvent être distingués : des guerriers armés en procession, des prisonniers sacrifiés de la tête desquels sortent des flots de sang... Cette représentation militaire de guerriers victorieux correspond-elle à un récit mythologique ?, à un événement historique (ce qui semble pourtant très rare dans les Andes) ? On remarque la représentation de têtes-trophées, représentées déjà selon la tradition andine : yeux clos, en forme de croissant, bouches grimaçantes (symbole de mort), cheveux dénoués (marque d'humiliation).

## L'horizon ancien (1000 – 200 av. J.-C.): la culture de Chavín (dates discutées: 1200/800 – 300 av. J.-C.?)

### La civilisation
Voir aussi : Culture de Chavín
La culture de Chavín se développe dans tout le Pérou, à travers un système théocratique centré sur la ville de Chavín de Huantar. Le contrôle du commerce représente une révolution dans la vie des villages de montagne, très dépendants des denrées côtières. 

#### Le style de Chavín

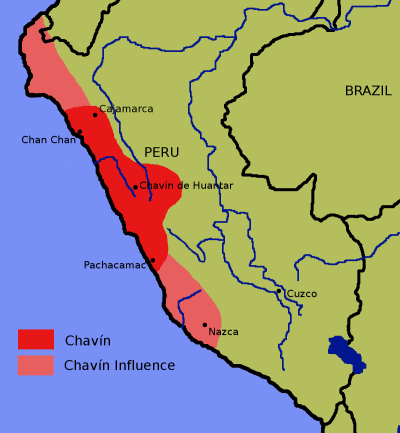
Carte de l'expansion de la culture Chavin au Pérou

Très complexe, le style utilisé dans les œuvres relevant de la culture de Chavín, ainsi que dans certaines productions côtières, est fait pour désorienter le spectateur et le transporter vers d’autres réalités. On note en particulier le remplacement de certains éléments humains (cheveux, moustache, corde, poil) par des animaux, le plus souvent des serpents. Une forte inspiration de la région tropicale, due à un important lien avec l'Amazonie et ses cultures, semble avoir cours. 
L'iconographie fréquemment utilisée dans la culture de Chavin regroupe :
- des divinités porteuses de sceptre
- des animaux prédateurs
- des êtres composites (homme/animal)
- des chamans en métamorphose

### Le site de Chavín de Huantar
Situé à 3 180 m d'altitude, sur les rives du Mosna, Chavín de Huantar devait être un important centre cérémoniel, qui abritait peut-être un oracle et servait en tout cas de lieu de pèlerinage. Ce centre attirait non seulement les pèlerins, mais également les marchands, et était au centre d'un important commerce avec des civilisations périphériques. 
La ville est orientée vers les quatre points cardinaux, et abritait au moins 5 000 personnes, dont des prêtres, des serviteurs et des cultivateurs. Formée autour d'une grande place, entourée de plates-formes et d'un ancien temple (Castillo), en forme de pyramide tronquée, elle reprend le type en U déjà développé à la période initiale.

### Sculpture
Cet art évolue en se compliquant. Les artistes de Chavin éprouvent une prédilection pour le relief très plat et la gravure, bien qu'il existe aussi de la ronde-bosse. Les figures sont grandement stylisées, les détails simplifiés et multipliés, et une forte symétrie bilatérale marque les œuvres. Les artistes utilisent le procédé des « bandes modulaires », c'est-à-dire qu'ils ont tendance à réduire les éléments à des bandes de largeur égale. Les « substitutions métaphotiques » (remplacement d'éléments par des animaux) ont également cours. 

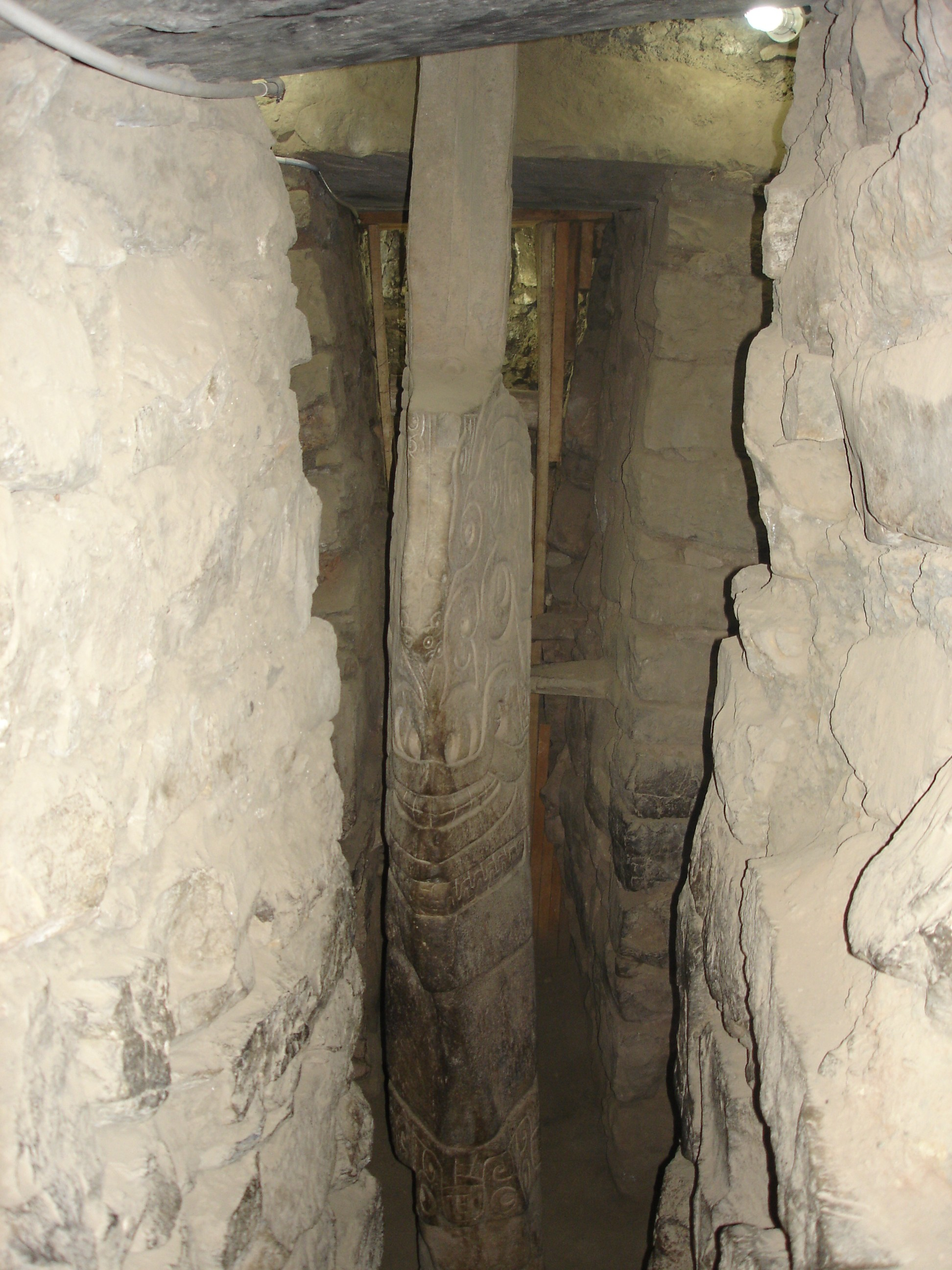
Monolithe du Lanzon

En général, la sculpture est intégrée à l’architecture, comme le prouve le monolithe du Lanzon, situé dans l'ancien temple de Chavin, et haut de 4,53 m. Ce gigantesque monolithe sculpté sur trois faces se trouvait au centre du temple de Chavín. Sa forme peut rappeler celle d'un bâton à fouir, et laisserait alors à penser que l'être gravé dessus garantit une bonne récolte ; mais d'autres ont fait un rapprochement avec un poignard transperçant le sol. Quoi qu'il en soit, une représentation plus ou moins anthropomorphe marque la surface de la pierre. Ce « vieux Dieu » de Chavín est représenté sous la forme d'un personnage bipède, avec des crocs, un mufle et des serpents en guise de chevelure, une iconographie qui pourrait tirer sa source dans le monde amazonien. 
Toujours au temple de Chavín, on peut signaler la présence de têtes-clé, des êtres à gueule de jaguar, typiques de la statuaire de Chavín qui s'intègrent au mur. Il s'agit là de représentation en ronde bosse, assez rare dans l'art de cette période. 
La Stèle Raimondi, exposée au musée national d’archéologie, d’anthropologie et d’histoire de Lima, provient elle aussi de Chavín de Huántar, mais elle présente une importante innovation iconographique par rapport au monolithe du Lanzon. En pierre, haute d'environ trois mètres, elle présente un nouveau personnage, le « nouveau dieu » de Chavín, dit « dieu souriant », ou « dieu aux bâtons ». En position bipède, avec des griffes aux mains et aux pieds et des crocs jaillissant de sa bouche, il tient en effet deux bâtons ou sceptres. Au-dessus de sa tête est représentée sa coiffe, qui normalement tombe dans son dos, et semble composée de têtes humaines imbriquées les unes dans les autres, invitant à une double lecture. 
Sur l'obélisque de Tello, également au musée de Lima, ce n'est plus un être anthropo-zoomorphe qui se trouve représenté, mais un couple de caïmans du corps desquels sortent des plantes et des êtres de la jungle, faisant vraisemblablement référence à un mythe de genèse.

### Céramique
La céramique comme le tissu est un médium qui véhicule l’iconographie de Chavín vers les régions éloignées de la cité principale. Les formes de céramique les plus fréquemment rencontrées sont des vases globulaires à anse-goulot en étrier, et des bouteilles à haut col. En général, les surfaces sont de couleurs sombres : gris, noir ou brun, et un décor de félins, de fleurs ou d'oiseaux est incisé, gravé ou modelé.

Art Chavin
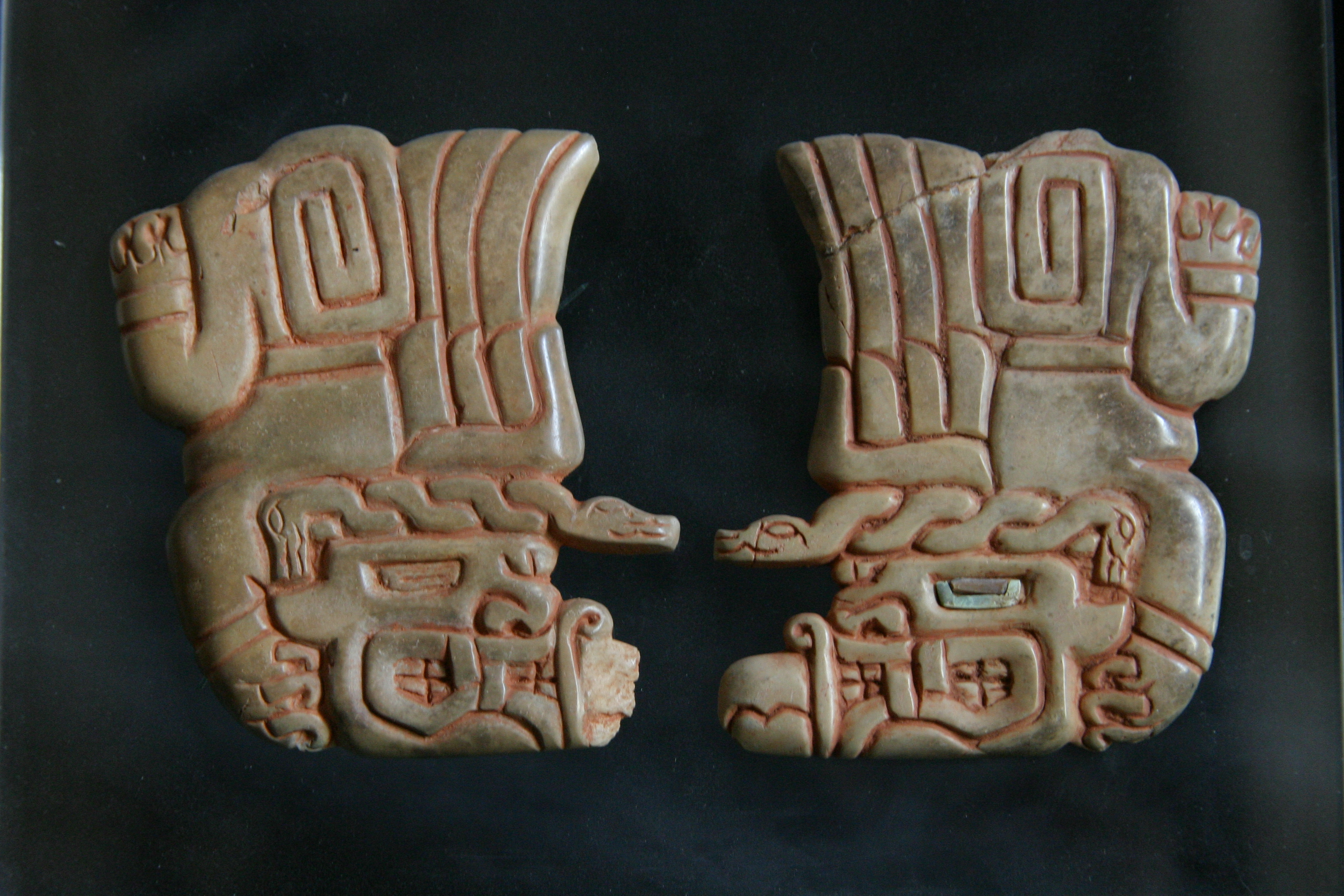
pendentifs, Lombards Museum
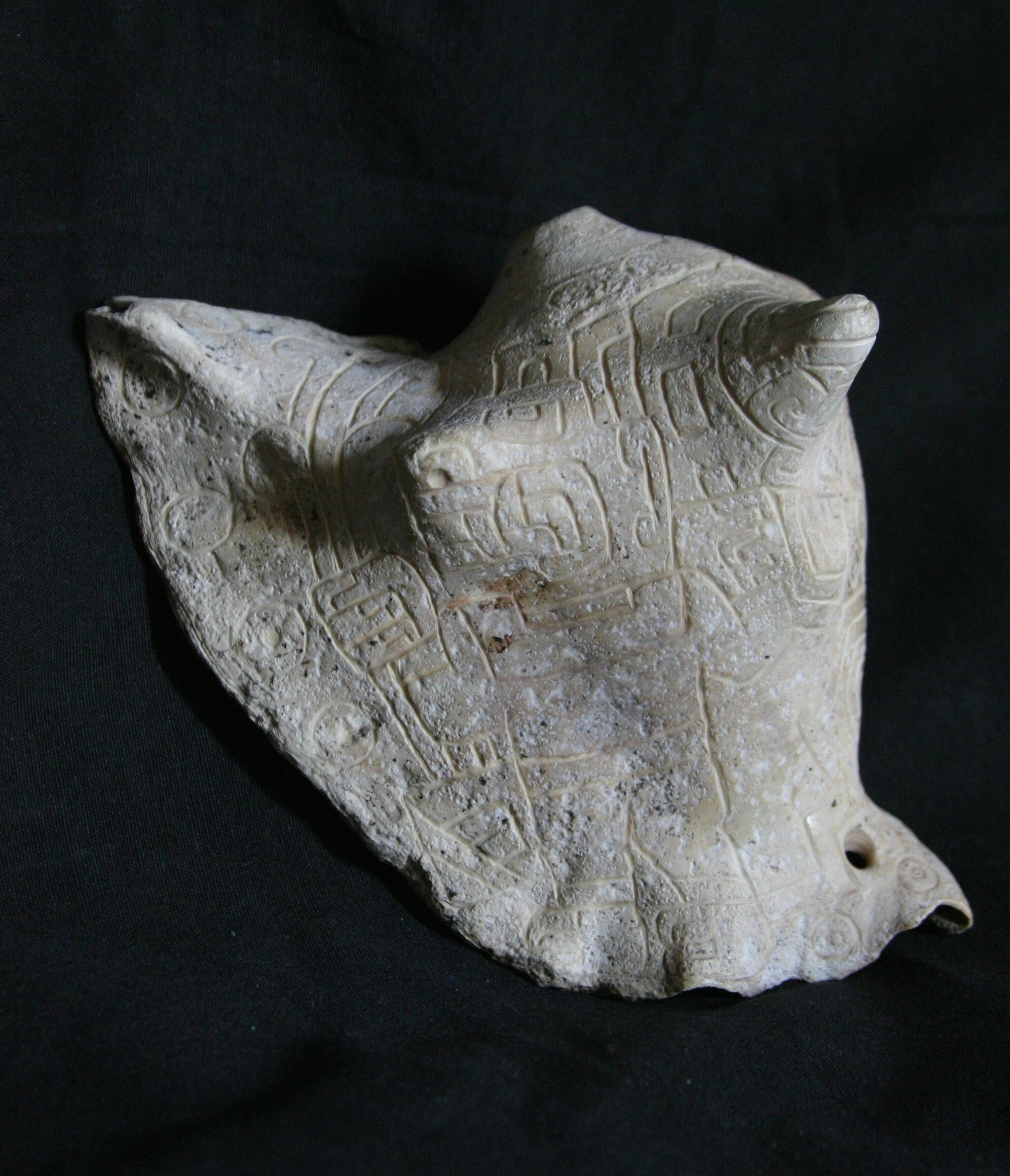
Strombus gigas, instrument de musique, Lombards Museum
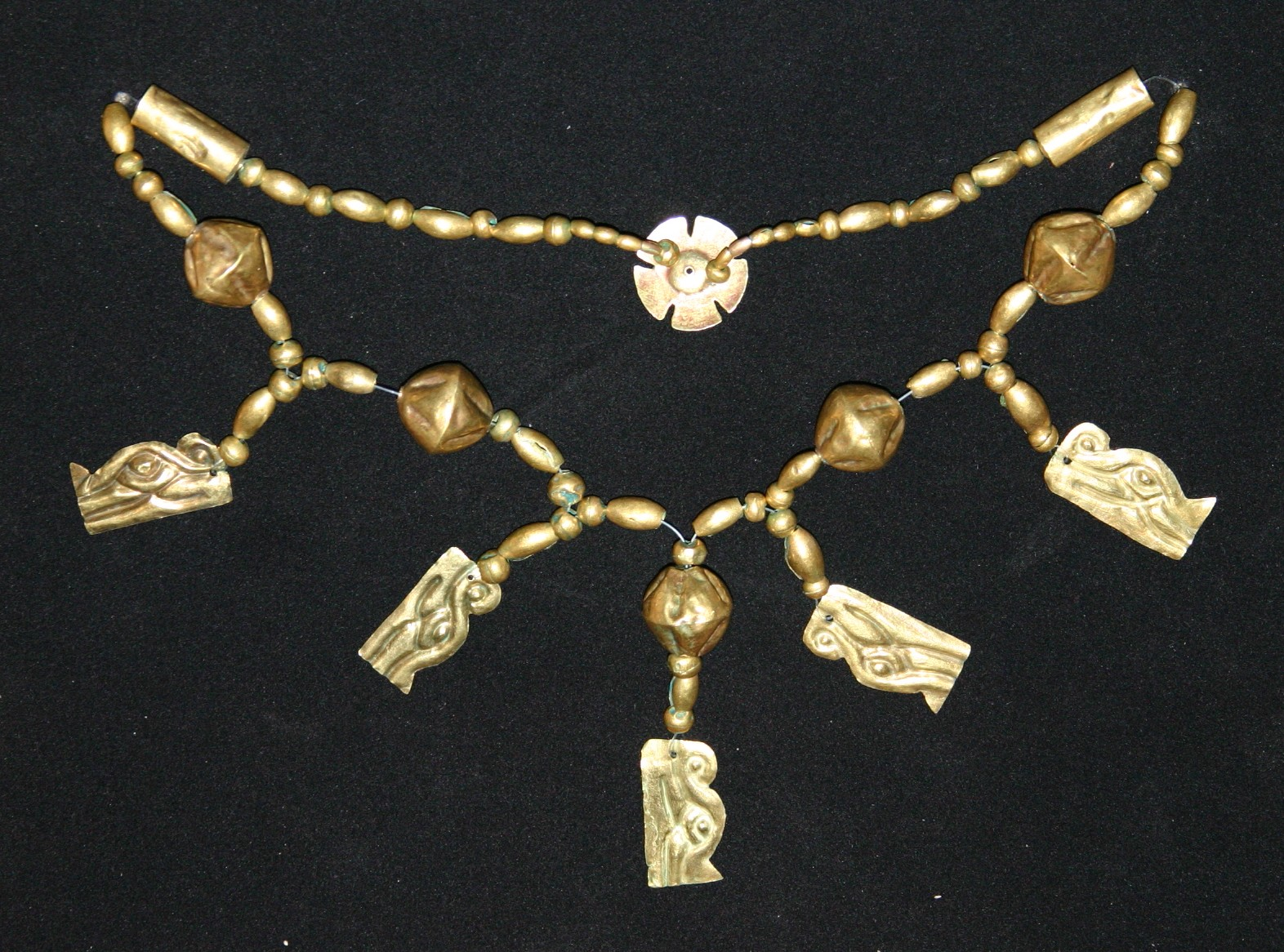
collier, or, Lombards Museum

### Cultures dépendant de la culture de Chavín

#### Cupisnique
La céramique de cupisnique existait sans doute avant l'éclosion du site de Chavín. Modelée, elle présente aussi un décor incisé et des anses-goulots en étrier. Le répertoire iconographique est très large, et il n'est pas rare d'y trouver des représentations anthropo-zoomorphes rappelant celles de Chavin.

#### Paracas
La culture de Paracas est une autre culture qui fut très influencée par Chavín à ses débuts, même si une seconde phase s'en distingue largement. En général, ces premières céramiques présentent une polychromie très contrastée, et l'iconographie est très marquée par celle de Chavin.

Art chavinoïde
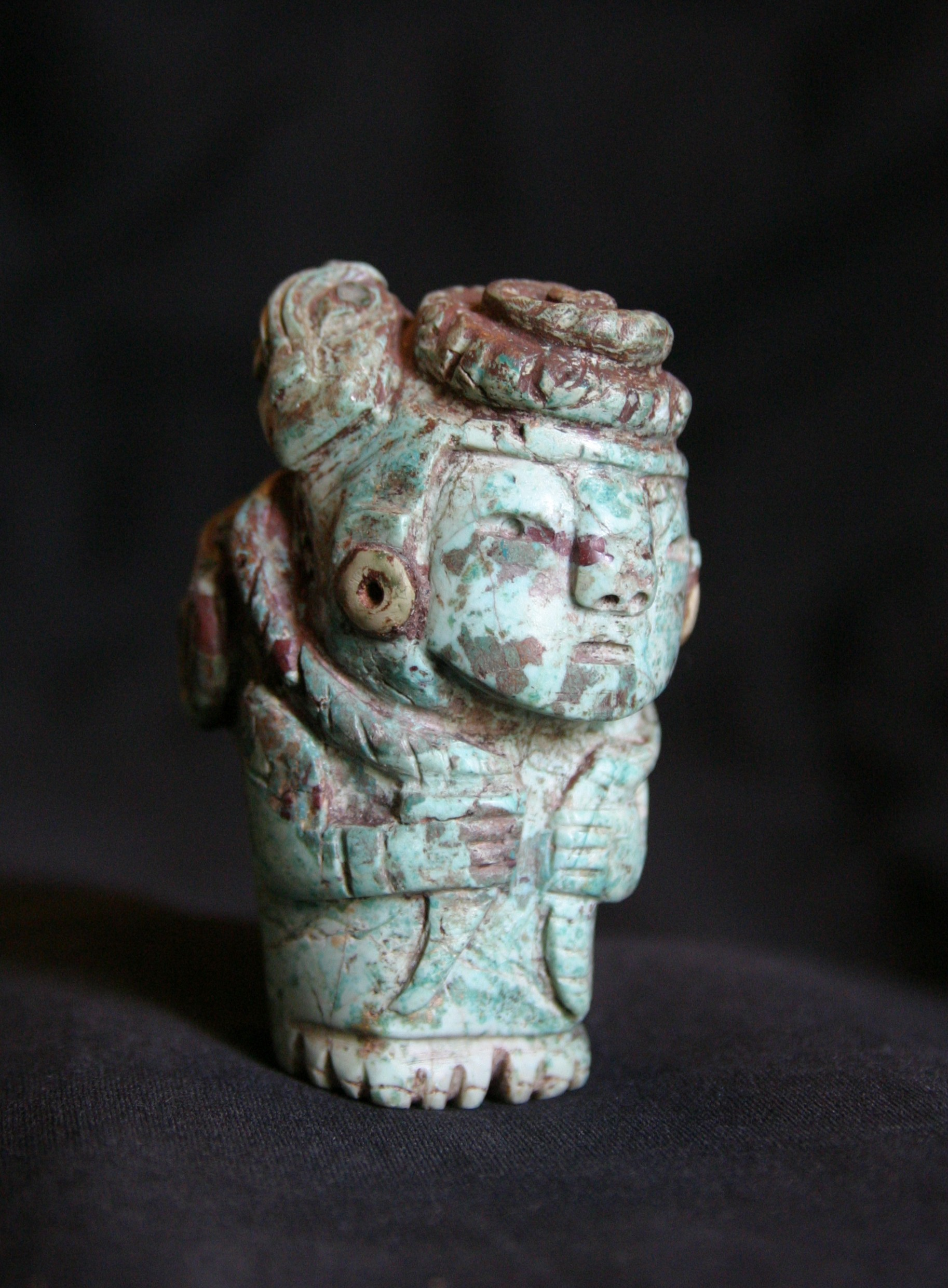
statuette Tembladera, chrysocolle, Lombards Museum
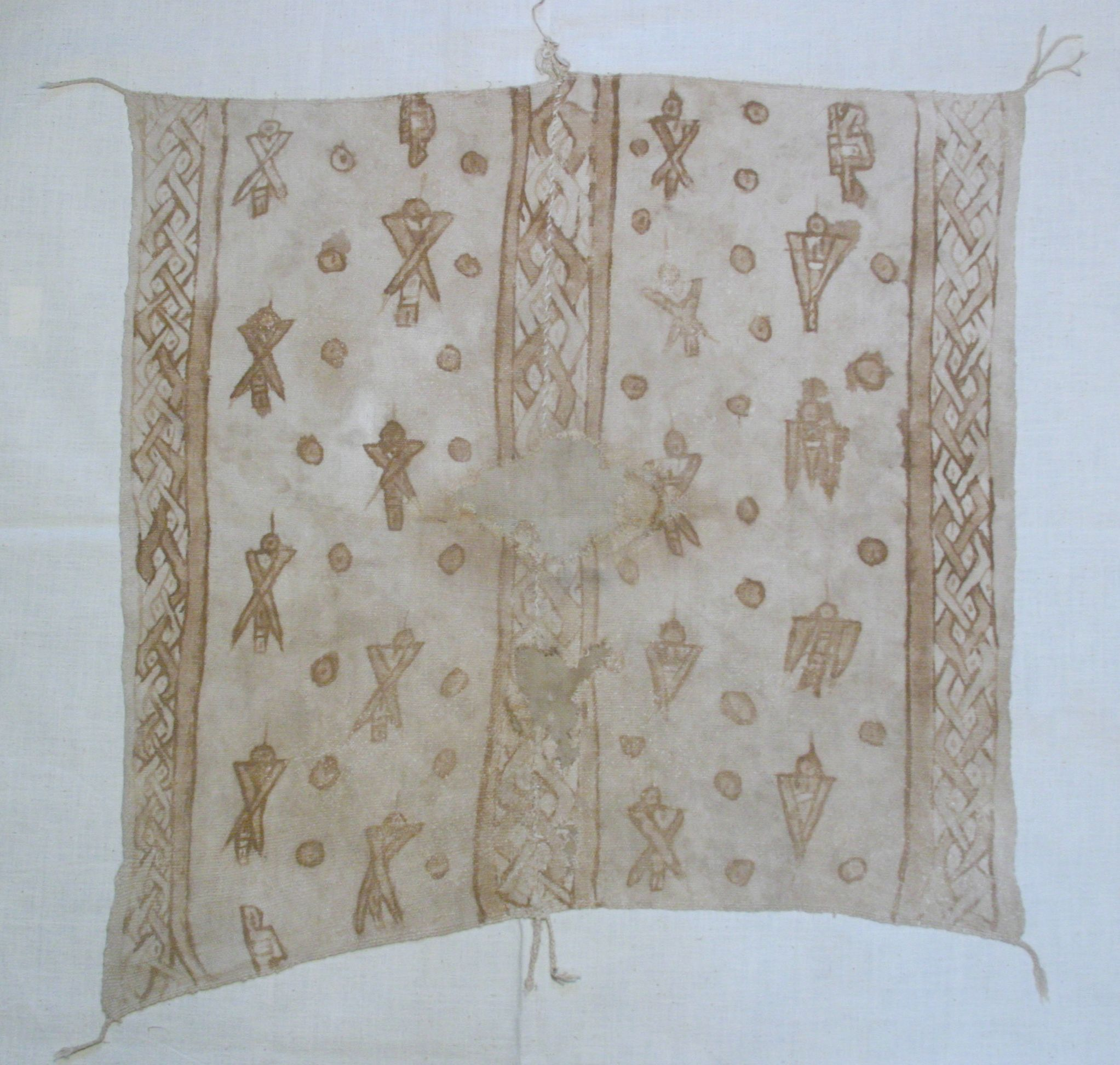
tissu peint, Karhua, Lombards Museum

## La période intermédiaire ancienne (200 av. J.-C. – 500 ap. J.-C.)

### Laculture Paracas(300 av. J.-C. – 0)

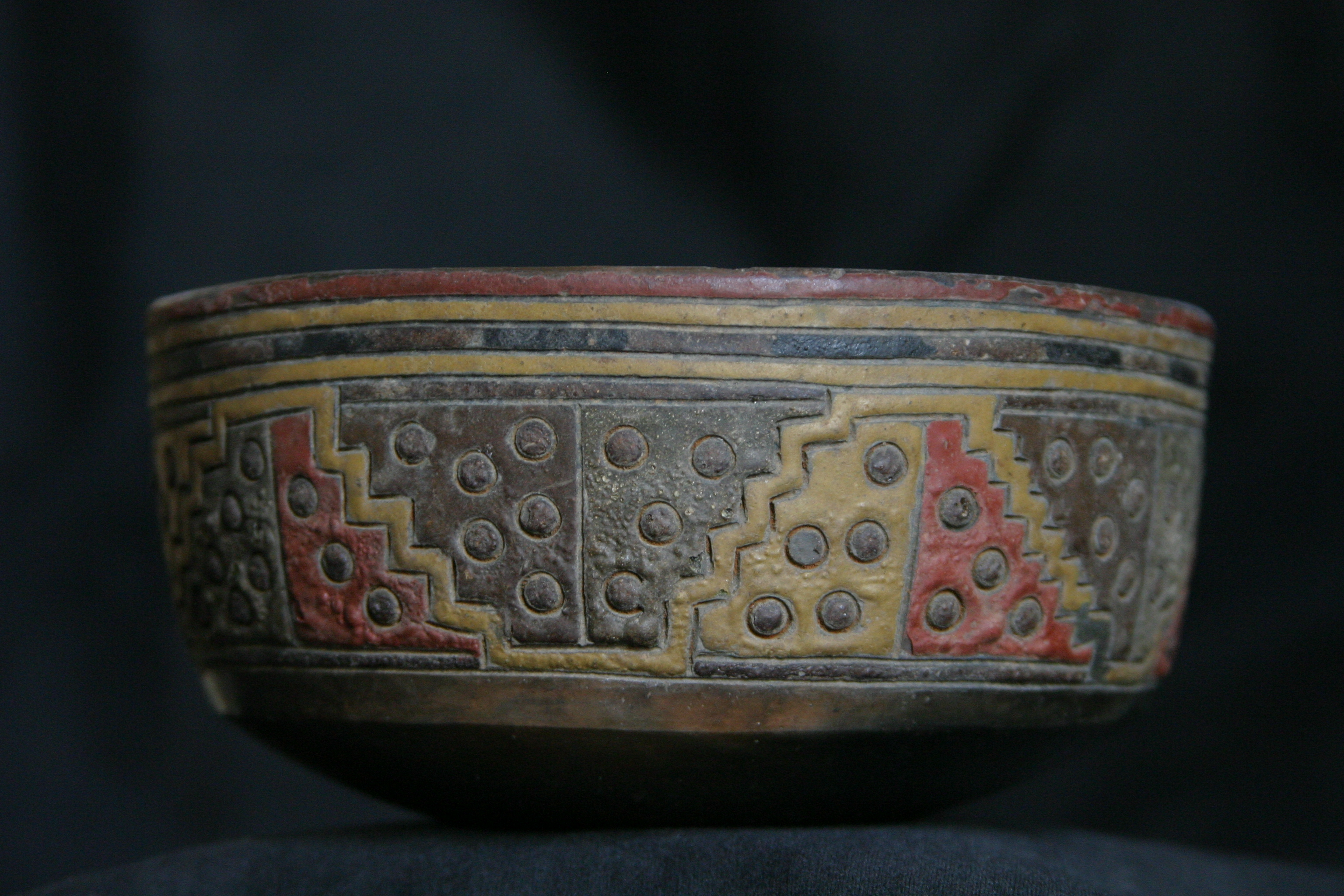
peinture à la résine
Lombards Museum

#### Céramique
La céramique prend des formes diverses, tandis que son décor, le plus souvent géométrique, est constitué de couleurs vives posées après cuisson et séparées par des incisions. Comme on l'a signalé ci-dessus, la première phase de la céramique paracas est très influencée par la culture de Chavín, mais elle connaît également une seconde phase qui s’en éloigne peu ou prou. 

#### Culture funéraire
Les éléments funéraires constituent la partie la plus originale de l'art de Paracas : les corps sont placés en position fœtale, enveloppés de plusieurs couches de tissus peints ou brodés, les mantos. L'ensemble est nommé fardo funéraire.  Deux grandes phases distinctes se chevauchent : Paracas Cavernas, où les tombes prennent la forme de bouteilles pansues, et Paracas Necropolis, où les fardos sont placés dans des paniers avec des bijoux, au centre d'un tombeau en forme de maison souterraine. Les fardos mesurent environ 1,5 × 1,5 m.

#### Broderie

Cape brodée de Paracas

Une des formes de la culture de Paracas est la broderie de grandes capes en laine. Elles se caractérisent par la répétition d'un même motif de figures humaines portant des attributs animaux comme des plumes, des queues de faucon, des ailes, etc. Les couleurs vives et nombreuses varient d'un motif à l'autre. Les capes étaient souvent destinées à des fins funéraires pour envelopper les fardos.

### Laculture Nazca(100 – 600)

#### Céramique

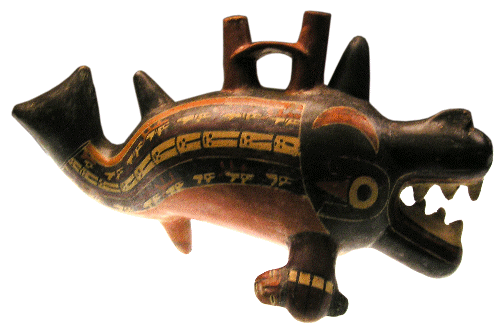
Exemple de poterie Nazca

La poterie polychrome des Nazcas reprend en grande partie les thèmes iconographiques des Paracas, mais une nouveauté technique fondamentale y apparaît : les couleurs sont désormais appliquées avant cuisson, et non plus séparées par des incisions. La typologie des céramiques s’enrichit également, de vases sphériques à goulots reliés par une anse pont (qui existaient déjà chez les Paracas), de gobelets, de bols, de terrines, de jarres, de récipients anthropomorphes... Les couleurs, posées en aplat, sont le plus souvent délimitées par un contour noir, formant divers motifs décoratifs, avec une grande dislocation dans les figures.

#### Géoglyphes

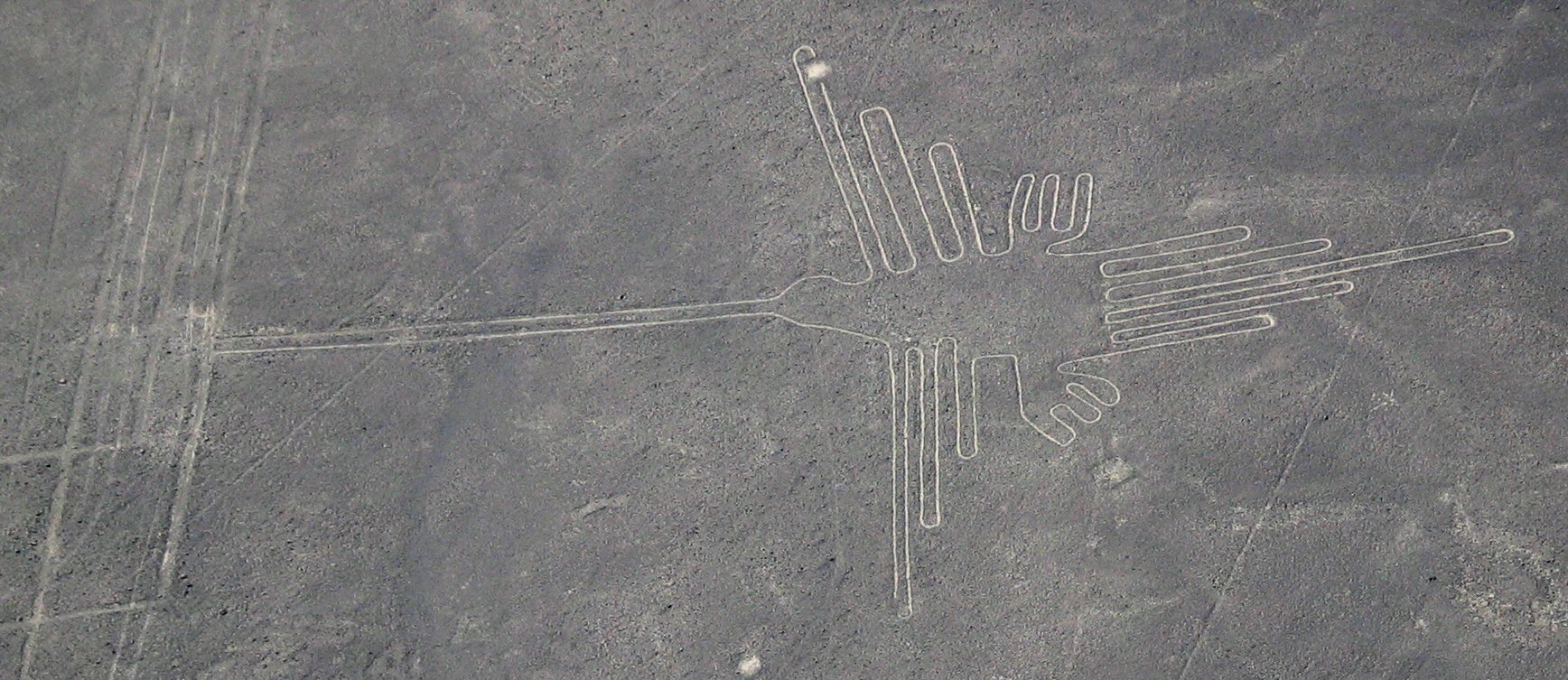
Géoglyphe nazca en forme de colibri

Les géoglyphes sont des réseaux complexes tracés sur le sol en ôtant la couche superficielle dans le désert, ce qui laisse une trace claire. On trouve des réseaux de droites et de spirales aussi bien que des motifs animaliers, comme des baleines, des colibris... Ces dessins gigantesques ne sont visibles que du ciel ou depuis une hauteur, et restent assez énigmatiques. Il semble qu'ils aient donné lieu à des processions rituelles, avec bris de poteries à certains endroits « stratégiques », mais leur signification reste sujette à caution. Certains chercheurs ont avancé l'hypothèse d'un rapport avec l'astrologie.

### Culture Recuay (200 av. J.-C. – 700 ap. J.-C.)
La culture Recuay se développe dans une région proche de Chavin. 

#### Céramique
On situe la phase "classique" de la poterie Recuay entre 300 et 600. Deux tendances ont alors cours : 
- la répétition d’animaux stylisés, de personnages hiératiques portant des sceptres, de têtes et de motifs abstraits
- les vases modelés avec des scènes à personnages multiples (présentation, hiérogamie, cortèges…) et polychromie variée.

#### Sculpture en pierre
Comme dans l'art Chavín, les sculptures associées à la culture Recuay sont en général associées à une architecture. Les grands yeux sphériques des personnages sont un trait caractéristique.

### Culture Moche (100 av. J.-C. – 700 ap. J.-C.)
Voir aussi : Moche
La culture Moche (ou Mochica) est la plus importante de la région côtière à l’intermédiaire ancien. Depuis sa capitale de Moche, dans la vallée du fleuve Moche, à quelques kilomètres de l'actuelle ville de Trujillo, elle domine une région assez agricole, grâce à des fleuves descendant vers le Pacifique. Il s'agit d'une société très guerrière, qui donne un rôle important à la guerre et des affrontements. Des guerres rituelles sont parfois organisées pour se procurer des prisonniers à sacrifier. Les arts sont particulièrement raffinés, tant dans le domaine de la poterie qu’en orfèvrerie et en sculpture. 

#### Architecture
Les éléments architecturaux caractéristiques de cette culture sont les pyramides tronquées (huaca) en adobe (pierre crue, matériau le plus souvent utilisé dans les constructions côtières), telles la Pyramide du soleil, ou Huaca del Sol de Moche, qui mesure 228 × 156 × 18 m. Ses cinq corps superposés, en retrait les uns par rapport aux autres, supportent une pyramide à six degrés au-dessus (h : 23 m), en faisant un site cérémoniel et funéraire (tombes royales) exceptionnel.

#### Céramique

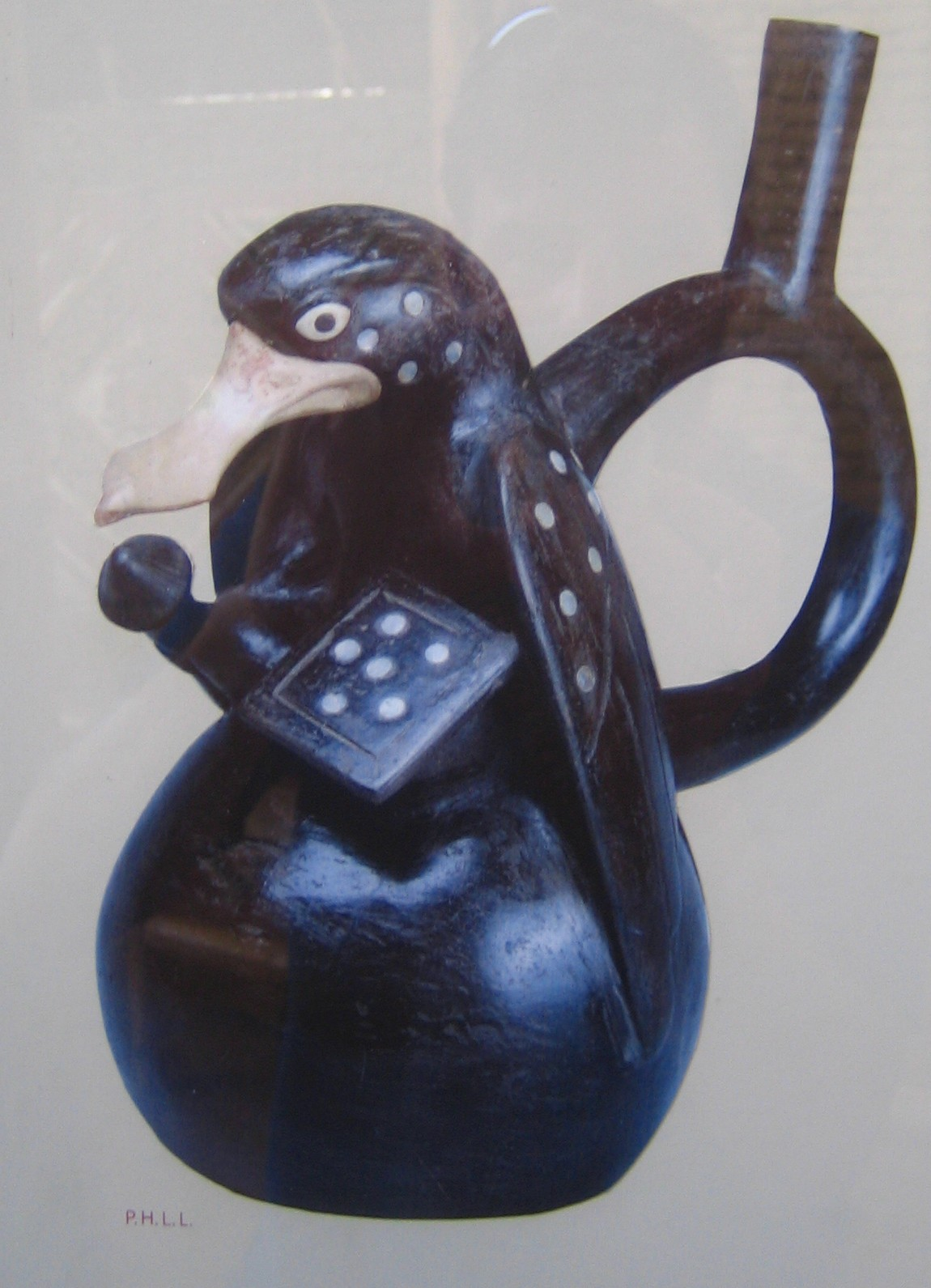

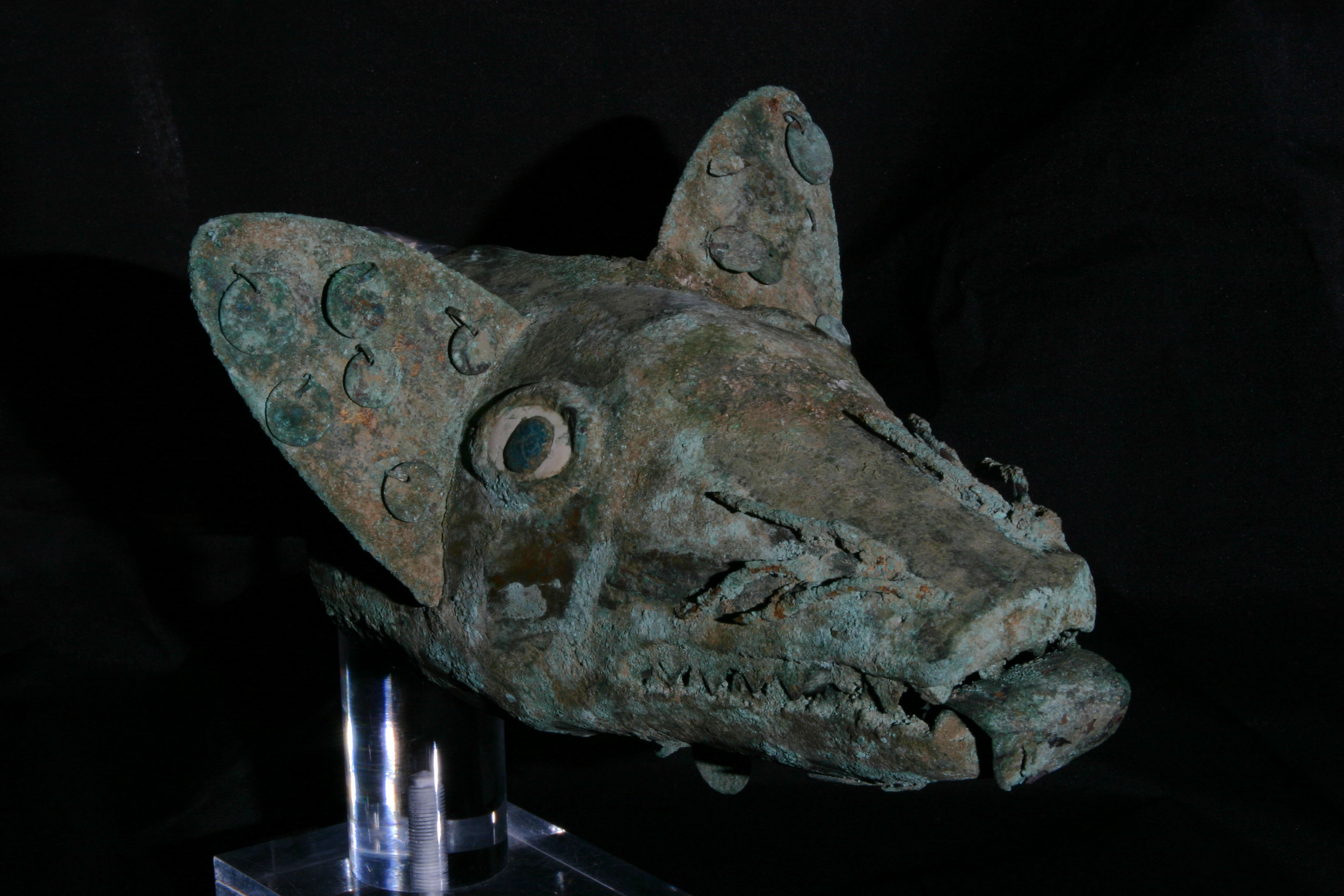
tête de renard, cuivre doré
Lombards Museum

La culture Mochica est la seule culture qui crée de véritables scènes complexes avec interaction de personnages multiples, notamment dans sa poterie funéraire. Les spécialistes distinguent cinq phases différentes, reconnaissables à la forme de l’anse-goulot en étrier. Les décors sont variés, entre le modelage, le relief, l'incision, la peinture, ou encore le dessin au trait, le tout dans des tons lie de vin sur crème en général. Parfois, ces poteries peuvent également être noires (phase 3) ou à engobes gris ou polychromes (phase 5). L'évolution a lieu vers plus de réalisme, de vie et une plus grande complexité, et la poterie mochica est la première qui parte à la conquête de l’expression (personnages en train de rire). Les thèmes sont donc riches et variés : félins, guerriers portant bouclier rond, masse d'arme, tunique en coton et casque, ou encore chamans mastiquant de la coca mêlée à de la chaux.

#### Métallurgie
La métallurgie mochica est techniquement la plus avancée au Pérou. L’or, l'argent et le cuivre sont utilisés, souvent alliés en un métal nommé tumbaga, auquel est donné un aspect doré par un traitement chimique (acide d’origine végétale). Les artistes mochicas pratiquent également la dorure et l'argentage du cuivre, par dissolution du métal précieux dans une solution corrosive où l’on plonge la pièce. L'incrustation d’autres métaux, de pierres semi-précieuses, ou de coquillages est également fréquente. De nombreuses techniques de mise en forme peuvent être mentionnées : découpage, martelage, incision, embossage, repoussé, coulage dans des moules simples ou à la cire perdue, granulation, tressage... Les assemblages sont réalisés par pliage, puis par soudure. 
Tout ceci pour produire des pièces très variées, à iconographies anthropomorphes ou zoomorphes, comme des masques funéraires, des gantelets, des colliers, des pectoraux, des bijoux...
Des boucles d’oreilles en or et pierres précieuses (turquoise, nacre, spondyle, lapis-lazuli) conservées au musée de l’or de Lima sont particulièrement célèbres. Le motif représenté en mosaïque est un guerrier à bec d’oiseau.
Il faut aussi mentionner la découverte assez récente dans le huaca de Sipán de la tombe du seigneur de Sipán, qui recelait de nombreux objets d'orfèvrerie. La chambre aménagée dans une pyramide d’adobe avec des agrandissements successifs contenait des parures extrêmement riches : bijoux d’or, d’argent et de turquoise, linceul cousu de plaques de cuivre doré, cercueil de bois... À côté du guerrier se trouvaient différents personnages des deux sexes et un chien.

### Culture Pucara (200 av. J.-C. – 200 ap. J.-C.)
Cette civilisation se développe autour du lac Titicaca.

#### Architecture
L'architecture pucara est très importante en ceci qu'elle préfigure l’architecture de Tiahuanaco, avec son appareil de gros blocs de pierre rectangulaires bien dressés 

#### Sculpture
Figures humaines et animales en ronde-bosse sont les manifestations principales de la sculpture pucara. En général, les formes suivent les contours du bloc, inscrites dans un rectangle, mais elles sont adoucies, arrondies. Le thème de la chasse aux têtes est souvent représenté en ronde bosse, mais aussi sur les stèles et les dalles sculptées comme la stèle de l'éclair, qui provient justement du site de Pucara.

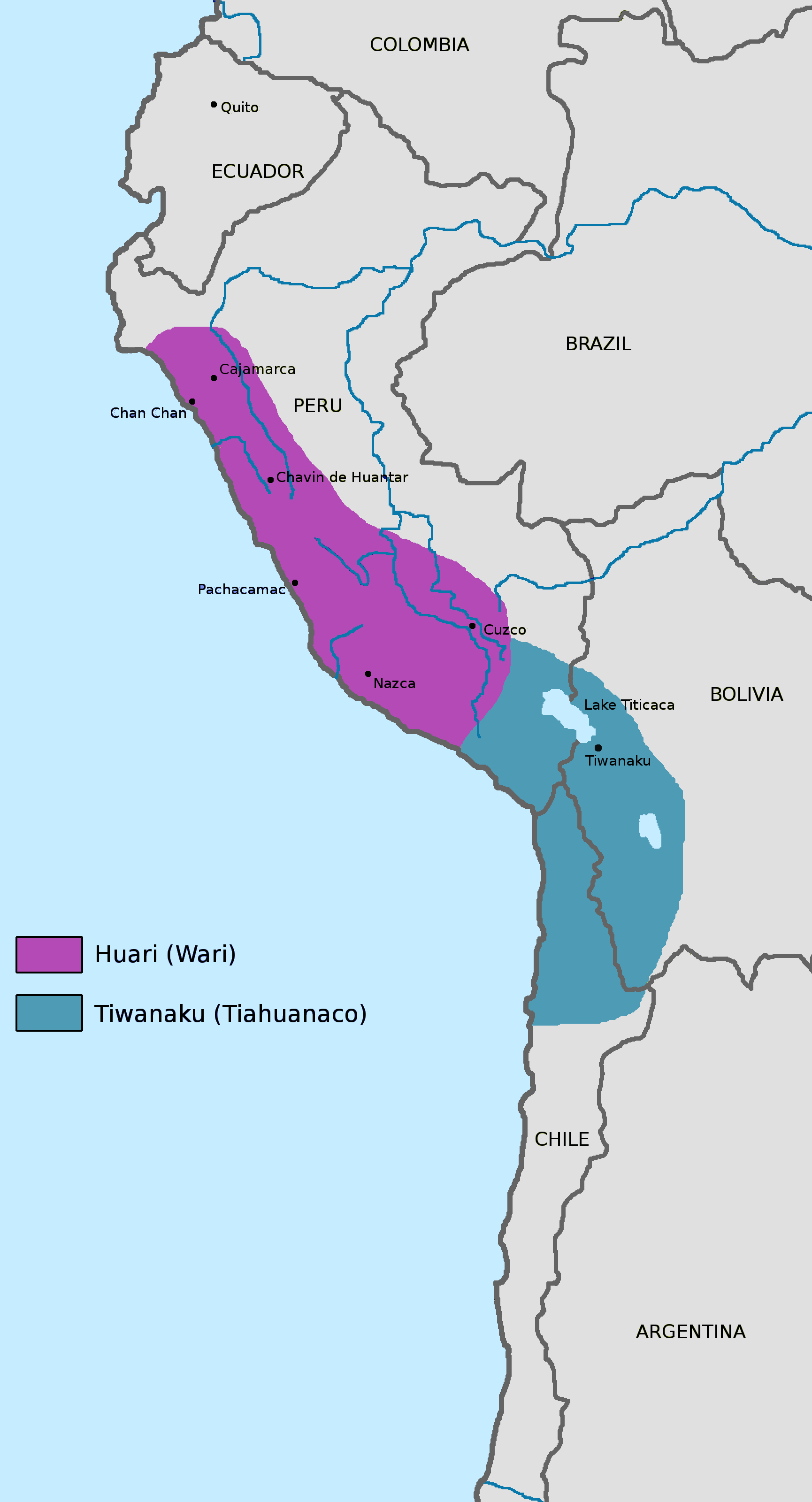
territoires des empires de l'horizon moyen : Huari et Tiahuanaco

## L’Horizon moyen (500 – 900)

### La culture Tiahuanaco
Voir aussi : Tiahuanaco
La culture de Tiahuanaco est localisée dans les hautes terres boliviennes. Si son activité commence dès l’intermédiaire ancien, elle n'atteint son plus grand développement qu'à l’horizon moyen, où elle se développe parallèlement à la civilisation Huari. Cet empire touche à la fois le sud du Pérou, la Bolivie et le nord du Chili. 
La capitale est le site de Tiahuanaco, situé à très haute altitude, entre La Paz et le lac Titicaca, dans une région au climat très froid où ne pousse qu'une végétation rare. L'agriculture est donc adaptée, avec des productions typiquement andines comme la culture de tubercules ou encore l'élevage des lamas et des alpagas. Un commerce florissant s'organise, des caravanes partant des hauts plateaux vers le Pacifique, permettant ainsi d'une interaction forte entre côte et haut plateau.

#### Le site de Tiahuanaco

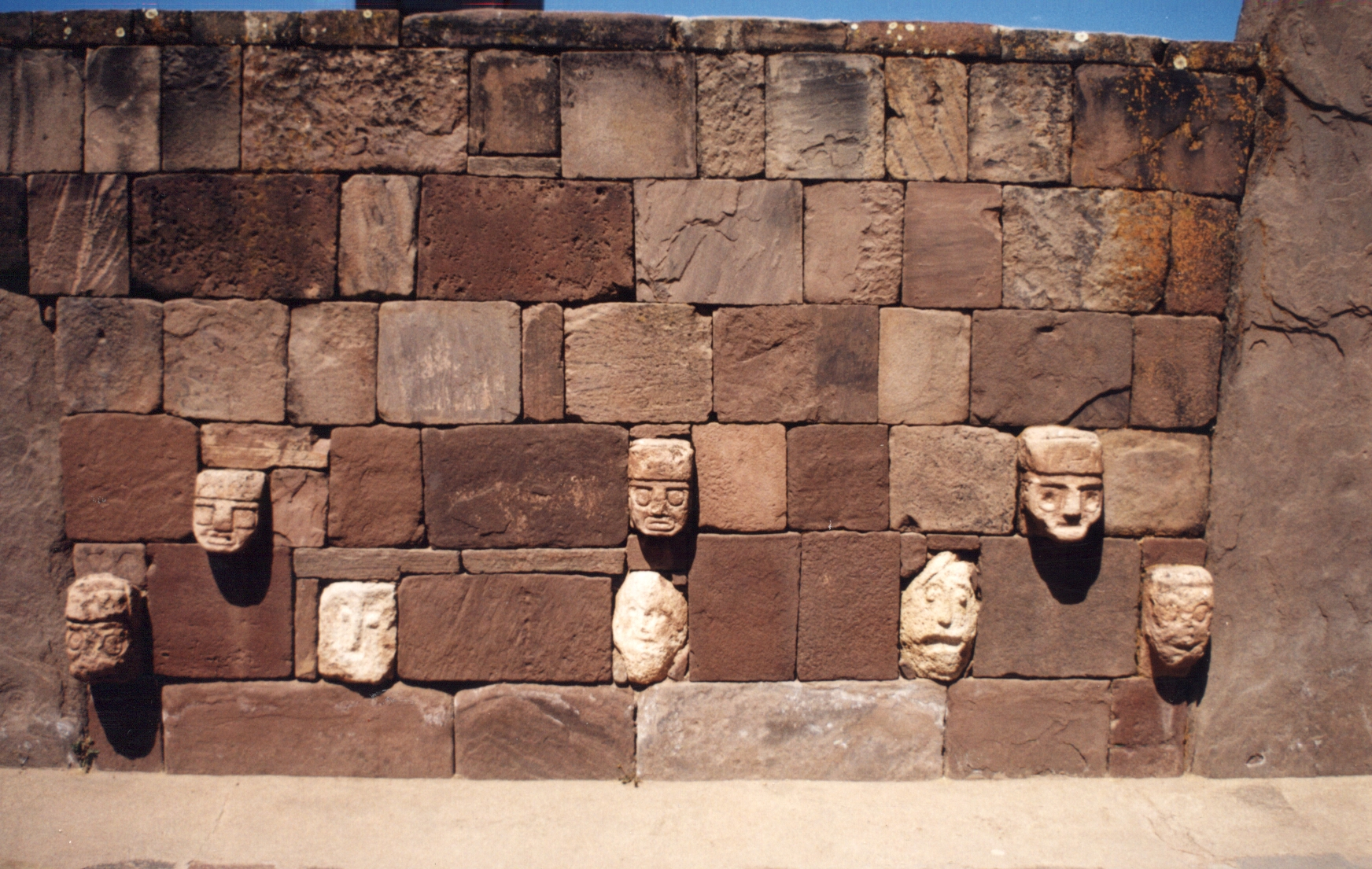
Têtes-chevrons, citation de l'art Chavin à Tiahuanaco

Le site de Tiahuanaco est un centre civico-religieux ou subsistent les édifices construits en dur. Le travail de la pierre (architecture et sculpture) est assez important, des blocs étant assemblés à joints vifs, avec des crampons de bronze, ou par tenons, mortaises et encoches. L'utilisation de cette technique, ainsi que d'autre traits, constituent une sorte de retour aux sources anciennes, notamment Chavín. 

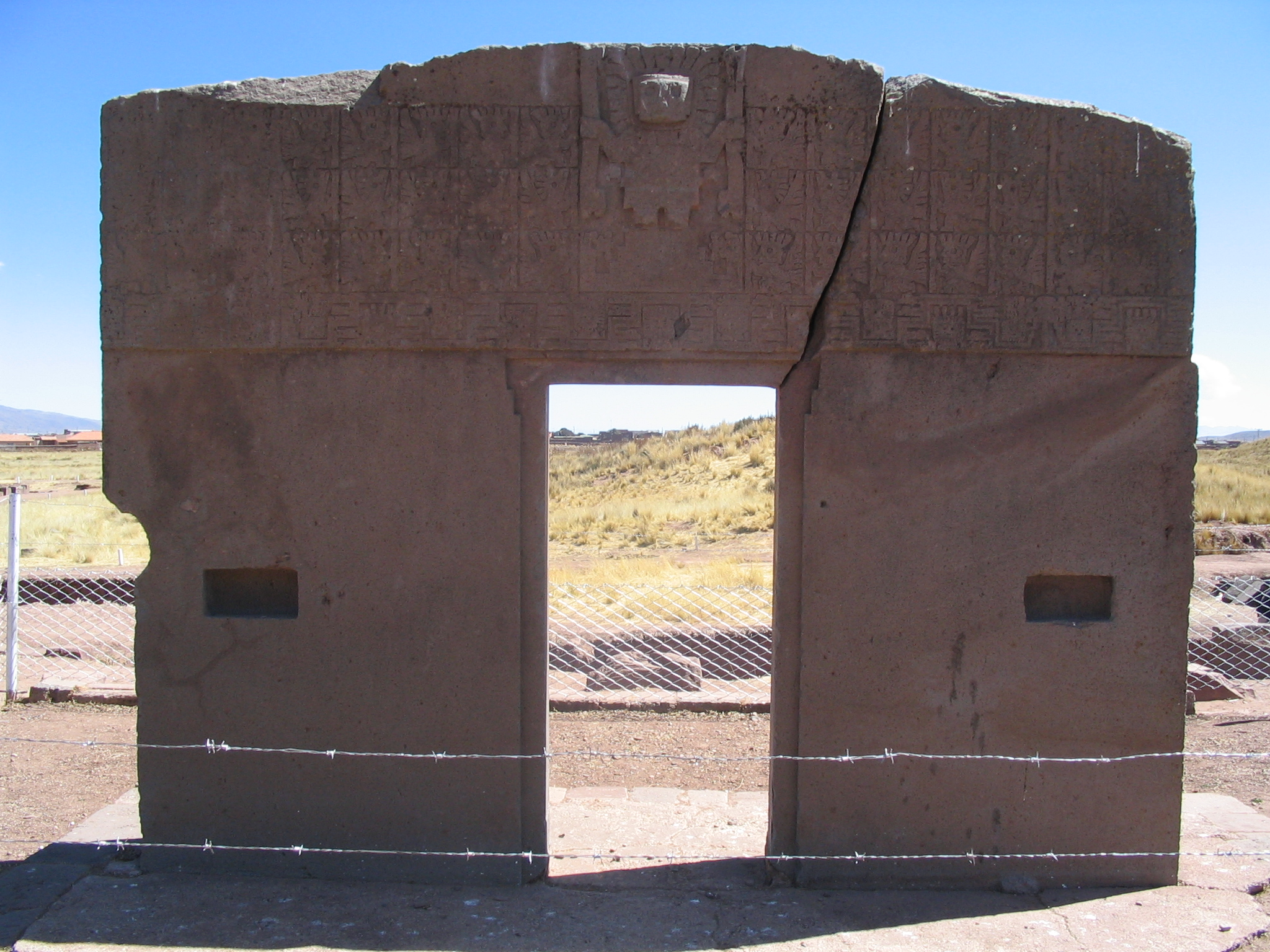
La porte du soleil, Tiahuanaco, avec au centre un dieu aux bâtons rappelant Chavin

L'Akapana est une colline naturelle, agrandie de manière à former une pyramide à degrés de 210 m de côté et de 15 m de hauteur. Elle comporte un temple semi-souterrain avec une cour surbaissée avec des têtes-tenons (rappel de Chavin), et un gigantesque monolithe en andésite de 3x4m, la porte du soleil, qui est ornée de reliefs montrant des divinités à sceptres comme sur la stèle Raimondi. La palais des sarcophages, quant à lui, comporte plusieurs chambres avec des toits soutenus par des piliers, et le Pumapunku est un grand terre-plein avec des blocs décorés de moulures, des niches et des motifs géométriques.

#### Sculpture

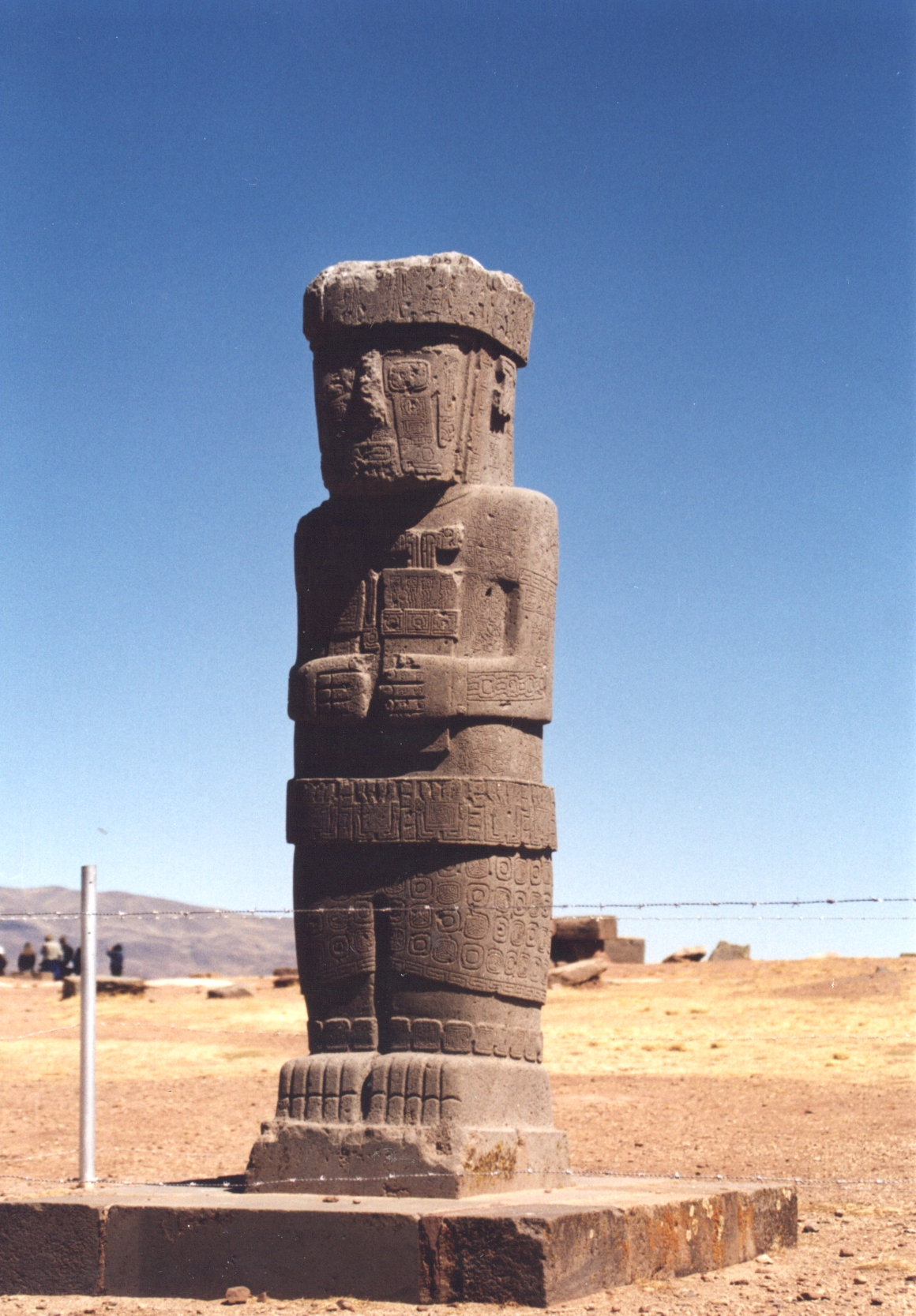
sculpture monolithique de Tiahuanaco

La sculpture de Tiahuanaco comme celle de Chavín est intégrée à l’architecture. Une évolution stylistique nette a lieu, passant d'un certain réalisme (lignes et surfaces courbes) à des attitudes plus figées et des sculptures plus prismatiques. Le monolithe Ponce, ou le monolithe El Fraile, appartenant au site de Tiahuanaco, sont des exemples de ce style géométrisé à l'extrême, les figures restant engoncées dans une forme de colonne.

#### Céramique
La forme la plus typique de poterie est le vase keru, un grand gobelet à bords évasés, souvent décoré d'une tête de puma en ronde bosse et utilisé pour les libations. Le décor quant à lui est marqué par une importante polychromie (rouge, bleu, gris, ocre, noir), avec des motifs géométriques (grecques) et figurés (pumas, condors, hommes) inspirés de l'iconographie Nazca.

### L’empire Huari
Voir aussi : Huari

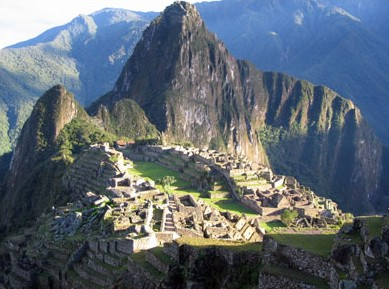
Site de Machu Picchu et agriculture en terrasse

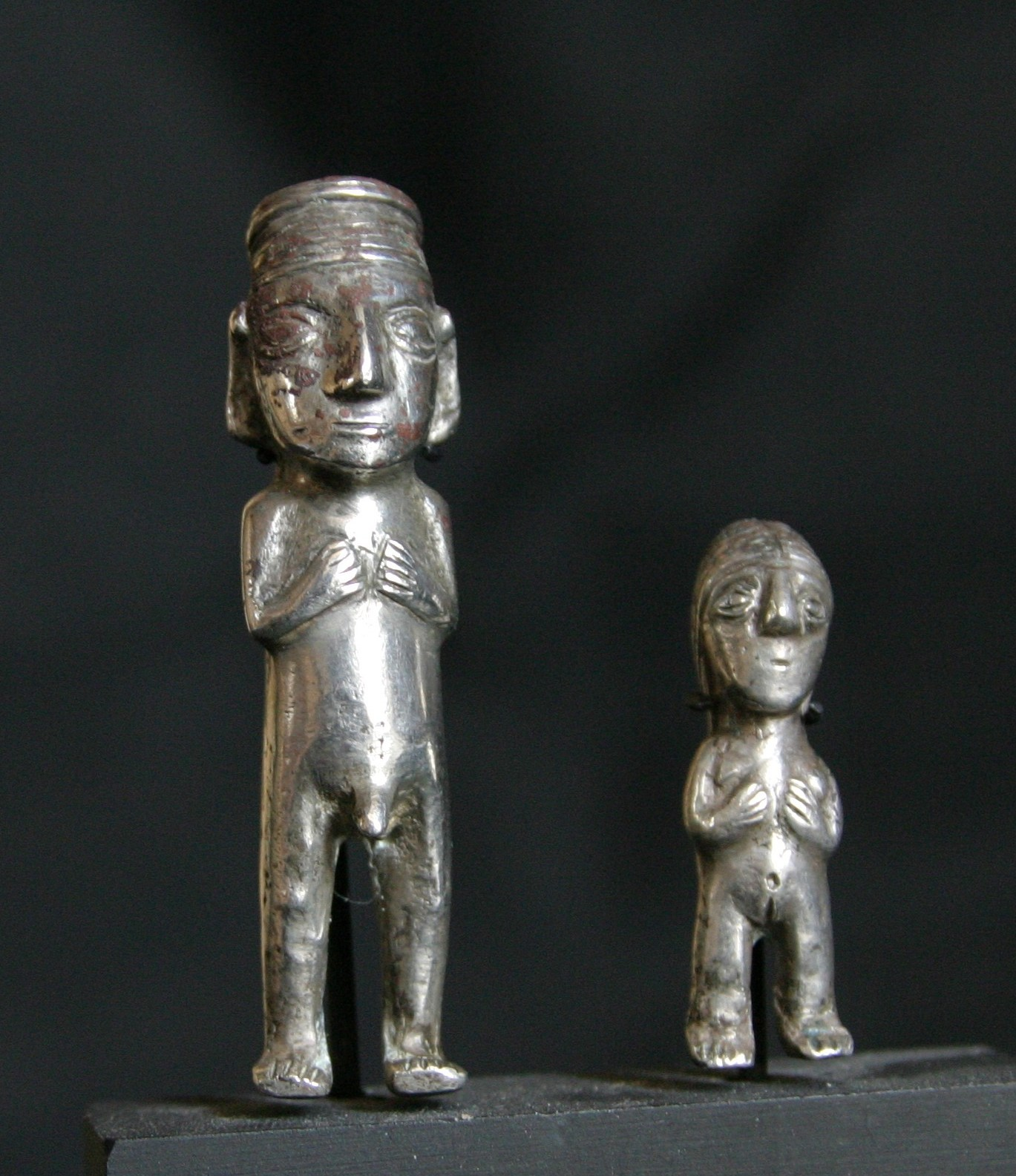
figurines funéraires, argent et cinabre, Lombards Museum

L'hégémonie de l'empire Huari est parallèle à celle de Tiahuanaco. Tout d'abord cité vassale, puis émancipée, Huari développe un immense empire entre 600/700 et 1000/1100, avec d'importants centres administratifs régionaux caractérisés par une planification rigoureuse. Sa culture demeurant très proche de Tiahuanaco, on assiste à une unification culturelle des Andes centrales, et Huari assure la diffusion sur la côte du style Tiahuanaco. 

#### Architecture et urbanisme
La cité de Huari
Avec ses cinq kilomètres carrés de ruines, Huari était une cité très grande, comportant au moins 20 000 habitants. Elle était divisée en quartiers spécialisés, tels celui des potiers, des orfèvres, ou encore des tailleurs de pierre... 
Si l'architecture huari reste beaucoup moins intéressante que celle de Tianhuanaco, cette culture manifeste toutefois de grandes innovations dans l'urbanisme, qu'elle invente quasiment. Le site de Piqillaqta, mesurant 1,2 × 1,6 km, en est un des exemples les mieux conservés. Marquant la  limite de l’expansion sud du domaine Huari, cette cité s'organise sur un plan rectangulaire entouré d'un mur périphérique de 3-4 m de large. Les pièces sont entourées de couloirs mais il n'existe pas de portes d'entrée, les murs et des échelles étant utilisés comme voies de circulation. Les zones construites jouxtent de grandes places vides, et de nombreux entrepôts sont prévus pour la nourriture.  

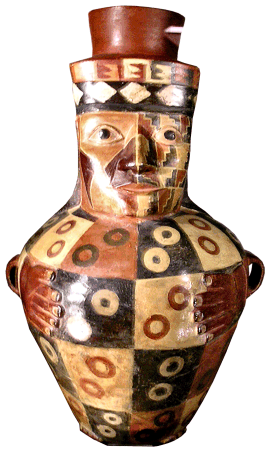
poterie polychrome huari

#### Autres productions
La culture huari est à l'origine d'une production céramique, dont les motifs reprennent l’iconographie de Tiahuanaco. La sculpture en pierre demeure rare, malgré les quelques statues figurant hommes ou animaux pris dans des prismes connues. Quant aux tissus, fabriqués en laine de lama et d’alpaga, certains provenant de la région côtière ont pu être conservés. On y note une géométrisation très poussée, et la technique utilisée est celle de la tapisserie.

## L’intermédiaire récent (900 – 1400)

### La culture Chimu (800 – 1466)
Voir aussi : Chimú
Située au nord de la côte Péruvienne cette culture se pose à la fois en continuatrice et restauratrice de la culture mochica. La grande puissance du royaume se base sur une culture riche, qui tire parti de l’irrigation et change ainsi la côte désertique en côte irriguée. 
On distingue trois phases dans la chronologie :
- le Chimu ancien (800 – 1000)
- le Chimu moyen (1000 – 1200)
- le Chimu récent (1200 – 1466)

Cependant, seule la troisième phase, qui correspond à l’unification et à l’expansion du royaume à partir de la capitale Chan Chan est bien documentée. 

#### Architecture

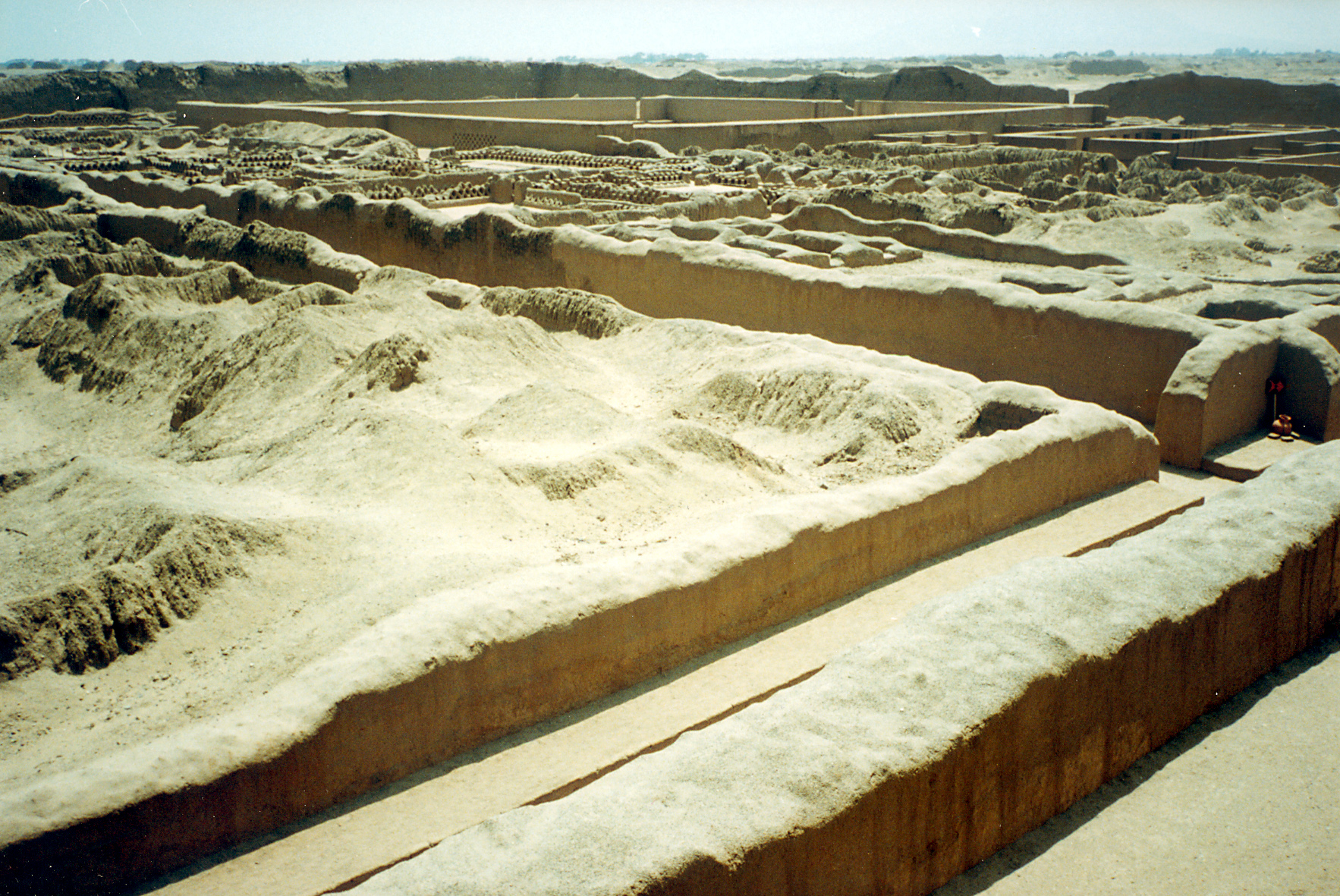
Vue générale de l'un des dix palais de Chan Chan

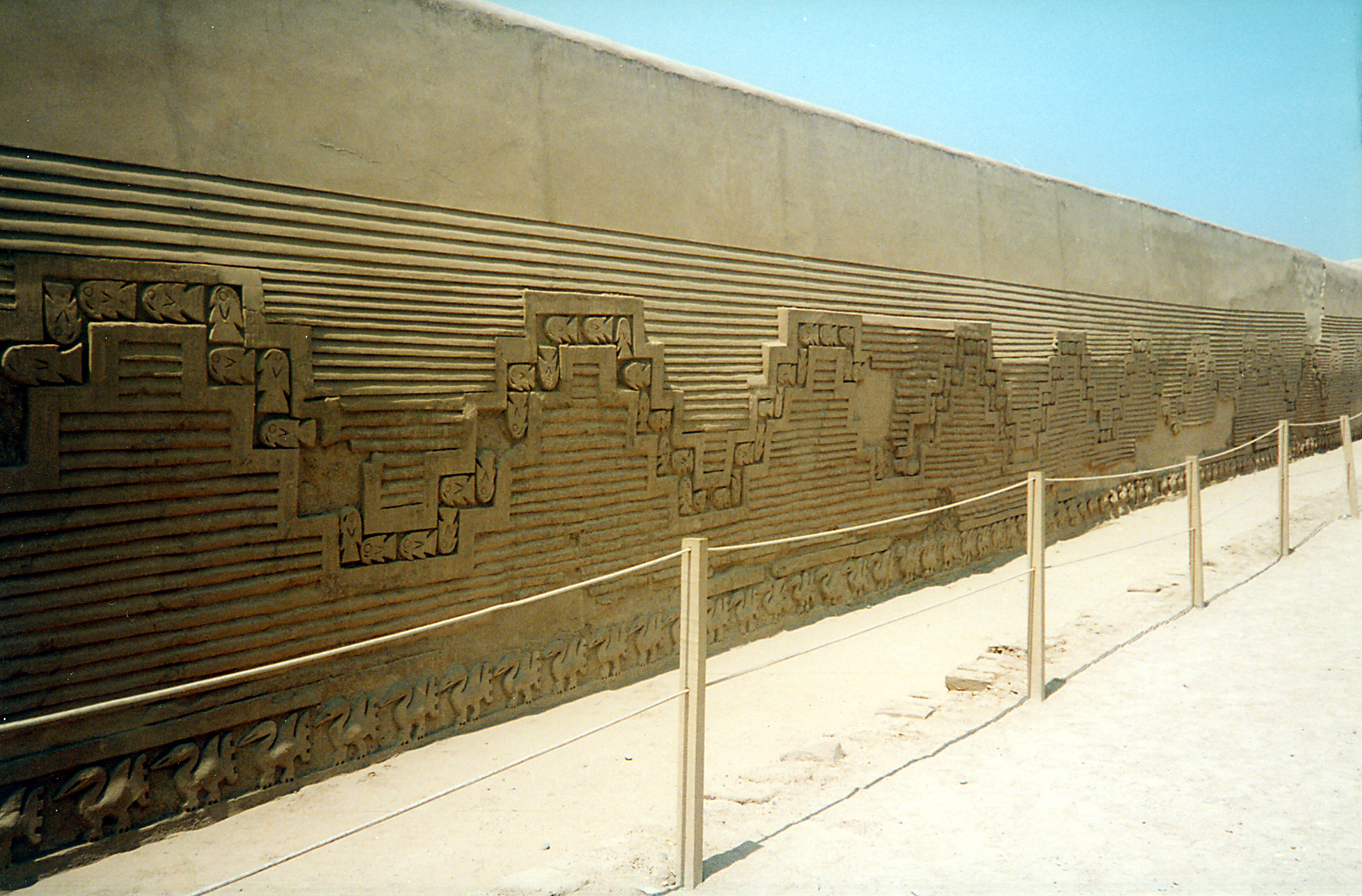
Mur en adobe du site de Chan Chan

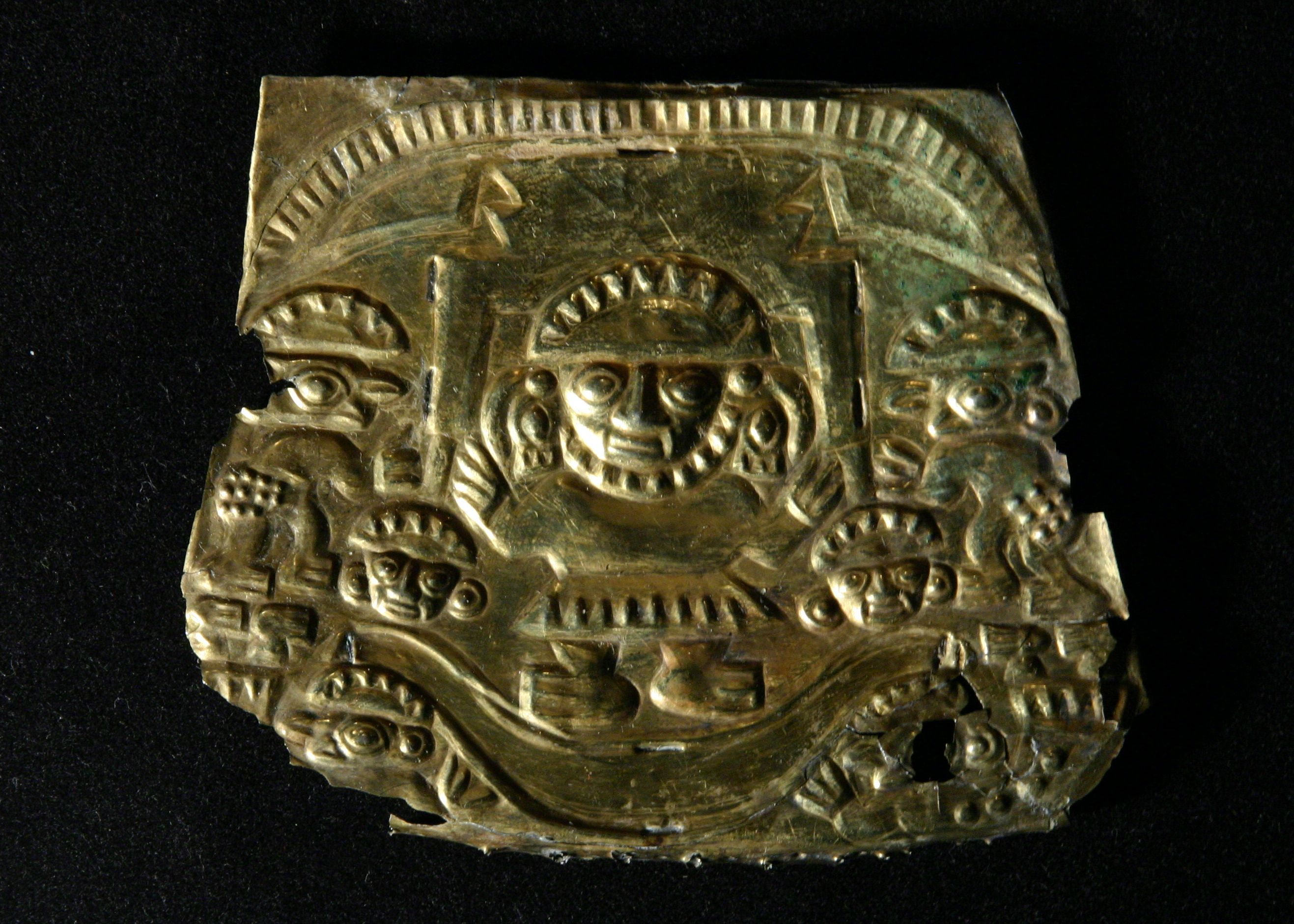
Naymlap sur sa barque, or
Lombards Museum

On connaît d'imposantes constructions en brique crue (adobe), chaque souverain Chimu faisant édifier un palais puisque, comme chez les Incas plus tard, il n’héritait pas des biens de ses prédécesseurs. Entourés d’une double ou d’une triple enceinte de hauts murs avec une ouverture unique et des niches garnies de statues de bois, ces palais se décomposaient généralement en trois parties : une administrative (dans laquelle on pénétrait en premier et qui comprenait entrepôts, cuisines, pièces diverses servant peut-être d’audiences…), un secteur central plus privé, avec le lieu d’enterrement (une plate forme basse en forme de pyramide tronquée) et des lieux de vie, quelques entrepôts et salles d’audiences, enfin, le lieu des activités domestiques, sans structures importantes. Comme fréquemment sur la côte, la plupart des pièces n’avaient pas de toit. Le décor se composait de reliefs découpés dans l’enduit montrant des  oiseaux, des pêcheurs, des poissons...

#### Orfèvrerie
Très raffinée et extrêmement réputée, l'orfèvrerie est actuellement connue principalement via le matériel funéraire. Un motif récurrent et assez caractéristique est la présence d'un œil en amande effilé. Du cinabre, un colorant rouge, était appliqué sur certaines pièces pour en rehausser la valeur et marquer un contraste avec l'or, et des pierres précieuses et semi-précieuses (lapis-lazuli, cristal taillé...) pouvaient également être incrustées. Le style était marqué par une importante symétrie bilatérale, et un personnage revenait fréquemment : la divinité Naymlap, caractérisée par une coiffe en demi-lune.

### La culture Chancay
Cette culture originale était installée dans la vallée du Chancay, au nord de Lima. Elle produisait notamment des vases à décor géométrique, d'exécution plutôt simple en général, et des statuettes anthropomorphes avec vêtements en tissu. Parfois, les personnages enterrés portaient également des parures de plumes. 
L'art des Andes centrales est la production artistique qui a lieu au Pérou et en Bolivie avant l'arrivée des européens. 

Art Chancay
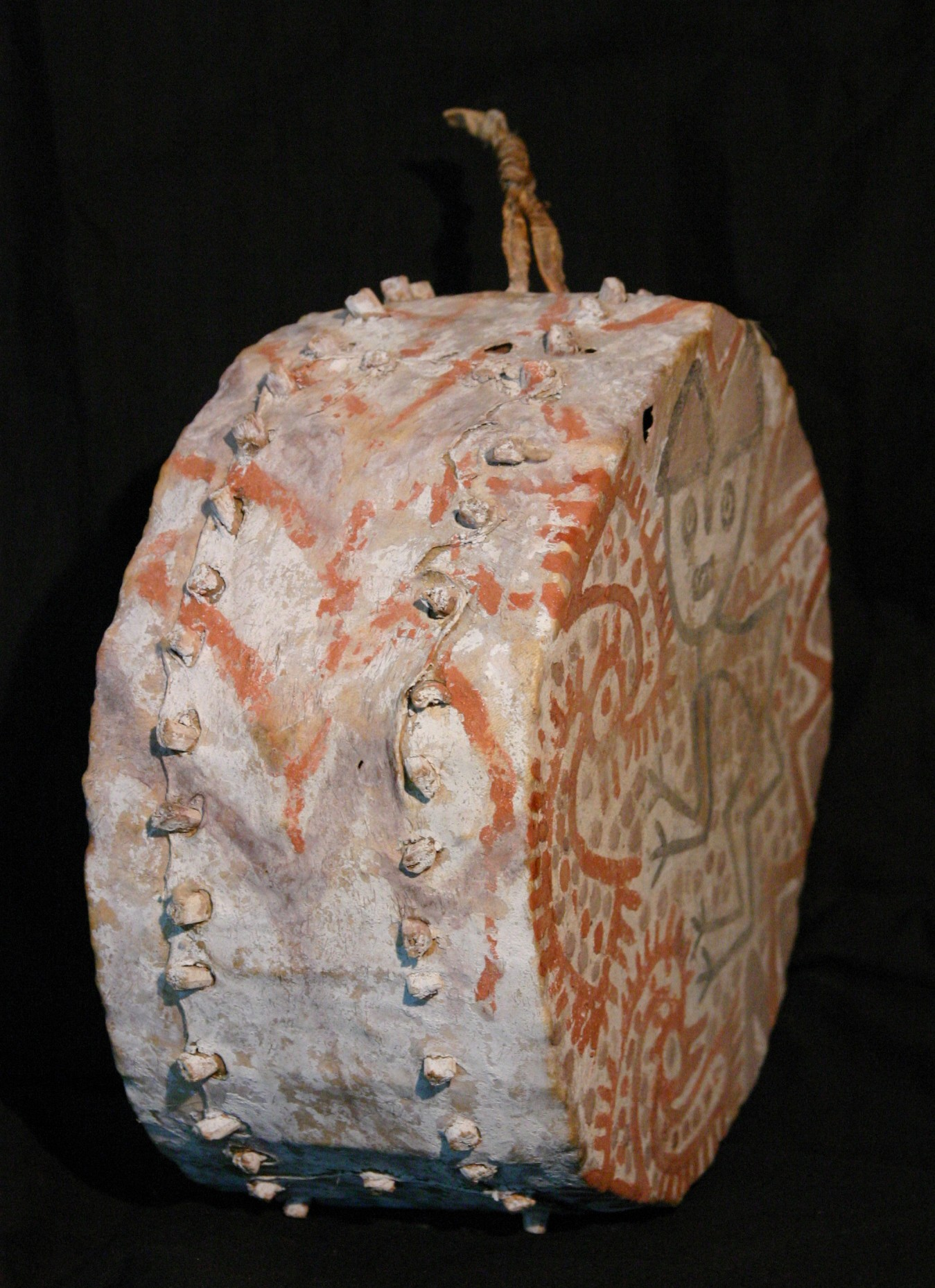
tambour, Lombards Museum
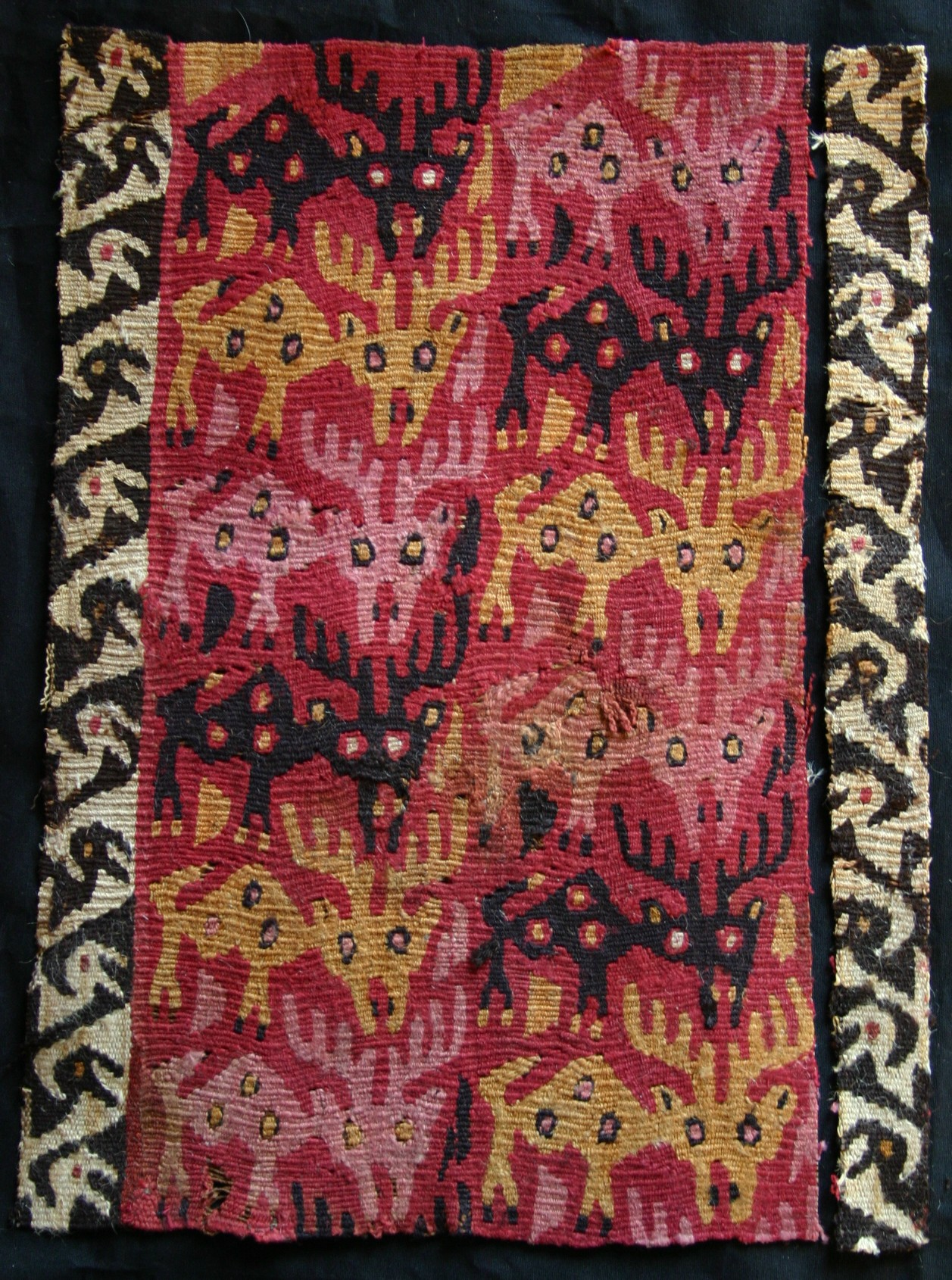
tapisserie cervidés, Lombards Museum
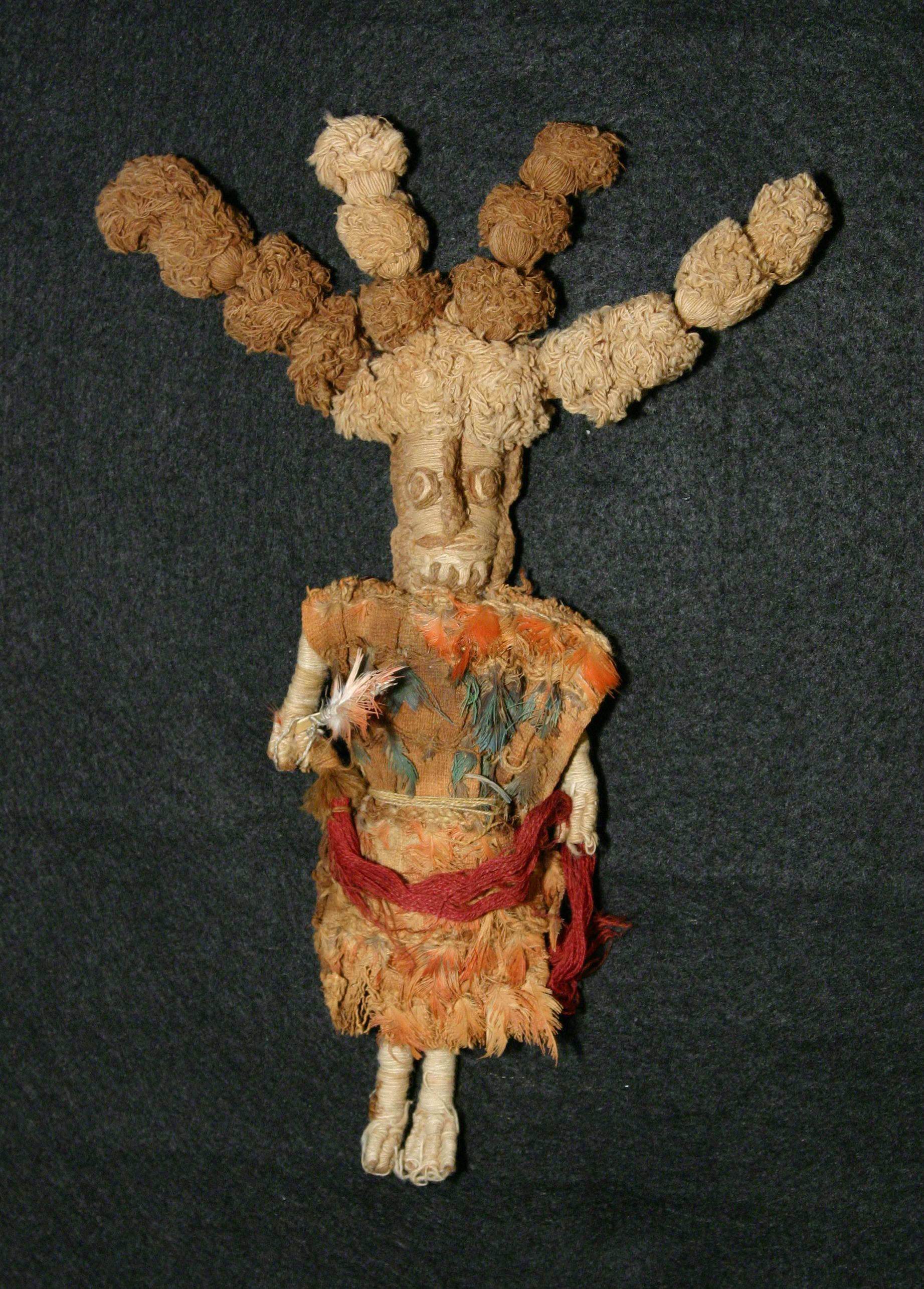
poupée à tunique emplumée, Lombards Museum
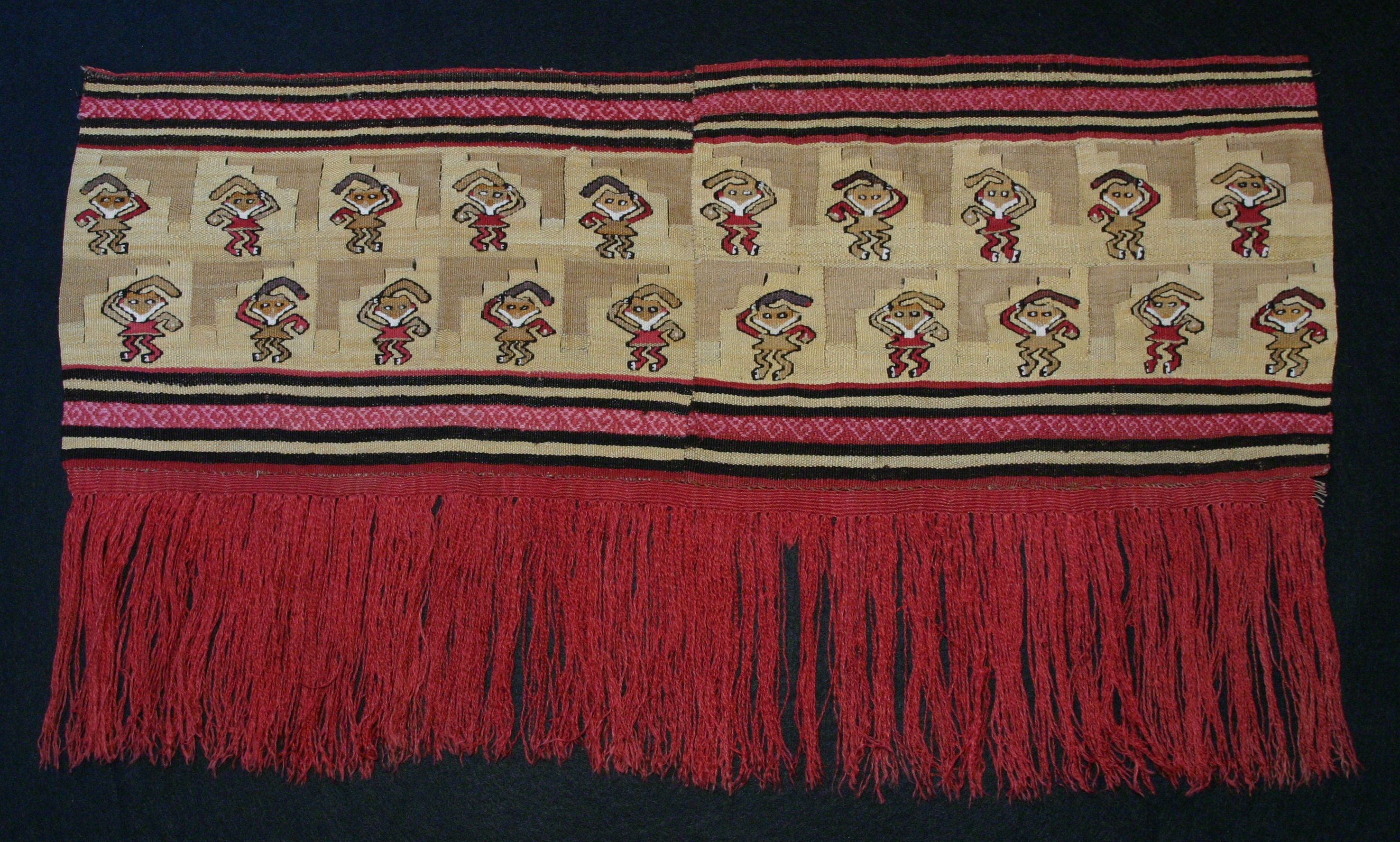
tapisserie à franges, Lombards Museum

## L’horizon récent (v.1350 – v.1532): la culture Inca
Voir l'article principal : art inca
L'horizon récent est marqué par la domination d'une culture : celle des Inca. Partis de la vallée de Cuzco au milieu du XVe siècle, il parvinrent à se rendre maîtres très rapidement d'un vaste empire (du sud de la Colombie jusqu’au centre du Chili) par une série de conquêtes. L'organisation centralisée, avec la création et l'adaptation de centres administratifs, reliés entre eux par un impressionnant réseau routier, leur permet d'étendre une influence très importante dans toutes les Andes. 

### Architecture et urbanisme
En dépit d'une planification rigoureuse des sites, les Incas ne manquaient jamais de s'adapter à l’environnement montagneux, comme le prouve le site de Machu Picchu, qui comportait une  agriculture en terrasse très développée en sus d'une partie urbaine avec des ateliers, des quartiers de populations d’un côté et les temples principaux de l’autre. À Cuzco, la capitale de l’empire, moins de 100 000 habitants vivaient, dans une cité dont les édifices principaux formaient le dessin d'un puma, ce qui reste tout à fait exceptionnel.
L'architecture quant à elle se manifeste au travers d'édifices monumentaux et austères (peu de sculpture), qui utilisent différents types d’appareils de pierre.

### Orfèvrerie
Avec la conquête de l’empire Chimu en 1466, on assiste à une déportation des orfèvres, très réputés, vers Cuzco. Peu de pièces sont actuellement conservées, même si le musée du quai Branly peut se targuer d'une statuette en argent représentant un personnage sans regard, mais dont les énormes boucles d’oreilles sont caractéristiques de la noblesse inca.

### La sculpture en bois
Plus fréquente que la sculpture en pierre, elle se manifeste notamment par des objets cérémoniels comme les keru, des récipients zoomorphes supportés par des atlantes (à ne pas confondre avec les keru de Tiahuanaco) et les pajcha, des louches rituelles. La sculpture sur bois sera l’un des rares arts poursuivis pendant la période coloniale, ce qui induit des difficultés de datation. 

### Céramique
La céramique est marquée sous les Inca par l'apparition de différentes formes comme l’aryballe (grande jarre accrochée dans le dos) et le florero (avec un long col évasé). Les décors sont  de préférence géométriques, mais il existe tout de même des motifs floraux, animaux et humains.

### Tissu
Il faut enfin évoquer l'art du tissu, et notamment celui des tuniques unku : deux pièces rectangulaires assemblées, cousues et décorées de motifs géométriques (tokapu).

## Les Collections Publiques Françaises
- Musée du Quai Branly - Jacques-Chirac, Paris
- Musée des Amériques, Auch (Gers)
- Liste d'ouvrages sur l'Amérique précolombienne classés par thème